# 杉並区
杉並区（すぎなみく）は、東京都の区部西部に位置する特別区。

## 概要・地理
元来この地域は武蔵国多摩郡であり、江戸時代から明治・大正時代も多摩地域に属していた。地理的に東京都区部の扱いになったのは、世界恐慌後の1932年に東京市へ編入されてからである。東京都内の6区市と隣り合う。北は練馬区、東は中野区、東南でわずかに渋谷区、南は世田谷区と隣接。西側には武蔵野市と三鷹市が位置する。
旧豊多摩郡西部にあたり、城西地区と呼ばれる東京23区の西部に位置する住宅街である。面積は34.02平方キロメートルで、東京23区の中では8番目である。自然が豊富な、閑静な住宅地域として発展してきた。JR中央線沿線（高円寺・阿佐ケ谷・荻窪・西荻窪駅周辺など）を中心として商店街が発達しており、「中央線カルチャー」と呼ばれる独自の文化を築いている。これらの商店街は地元住民だけでなく区外からの来街者を想定した個性的な中小店舗群も集まっている。高円寺は古着屋・ライブハウスなどが集積しており、休日には多くの若者で賑わう。荻窪は東京で有数のラーメン（荻窪ラーメン）店激戦地として知られる。
地形的には武蔵野台地上にあり、全体的になだらかな高台地域。特に高台に沿って、古来より甲州街道、青梅街道が南北の区境近傍に東西に通っている。

### 河川など
神田川・善福寺川沿いの低地は、近世には水田耕作に利用されていたが、勾配のきつい坂はないため、広範囲に洪水被害が及ぶことが危惧されている。
区内の水流は神田川に合流する支流となっている。
- 神田川
- 善福寺池（東京都の三大湧水池の一つ）
- 善福寺川
- 井草川
- 妙正寺池
- 妙正寺川
- 桃園川 - 現在は暗渠化。青梅街道から東に中野区まで続く地上部分は遊歩道（桃園川緑道）として整備されている。
- 玉川上水

## 人口
1920年（大正9年）の時点では、杉並区に相当する地域の人口は2万人にも満たなかったが、1922年（大正11年）に高円寺駅、阿佐ケ谷駅、西荻窪駅が開業し、翌1923年（大正12年）に発生した関東大震災以降、都心部から多くの市民が郊外の空閑地を求めて転入したことで人口が増加、1942年（昭和17年）には26万人を超えた。
太平洋戦争中は疎開で一時減少したが、戦後復興と高度経済成長で、1963年（昭和38年）には50万人台に到達した。
| |                                        |  |
| 杉並区と全国の年齢別人口分布（2005年） | 杉並区の年齢・男女別人口分布（2005年） |  |
| ■紫色 ― 杉並区 ■緑色 ― 日本全国 | ■青色 ― 男性 ■赤色 ― 女性              |  |
| 杉並区（に相当する地域）の人口の推移 \| 1970年（昭和45年） \| 553,016人 \| \| \| 1975年（昭和50年） \| 560,716人 \| \| \| 1980年（昭和55年） \| 542,449人 \| \| \| 1985年（昭和60年） \| 539,842人 \| \| \| 1990年（平成2年） \| 529,485人 \| \| \| 1995年（平成7年） \| 515,803人 \| \| \| 2000年（平成12年） \| 522,103人 \| \| \| 2005年（平成17年） \| 528,587人 \| \| \| 2010年（平成22年） \| 549,569人 \| \| \| 2015年（平成27年） \| 563,997人 \| \| \| 2020年（令和2年） \| 591,108人 \| \| |                                        |  |
| 総務省統計局 国勢調査より |                                        |  |
| 1970年（昭和45年） | 553,016人                              |  |
| 1975年（昭和50年） | 560,716人                              |  |
| 1980年（昭和55年） | 542,449人                              |  |
| 1985年（昭和60年） | 539,842人                              |  |
| 1990年（平成2年） | 529,485人                              |  |
| 1995年（平成7年） | 515,803人                              |  |
| 2000年（平成12年） | 522,103人                              |  |
| 2005年（平成17年） | 528,587人                              |  |
| 2010年（平成22年） | 549,569人                              |  |
| 2015年（平成27年） | 563,997人                              |  |
| 2020年（令和2年） | 591,108人                              |  |

一方で、人口増加とそれに伴う土地・施設不足による問題も起きている。昭和期には清掃工場の建設反対運動から、ゴミ搬入を江東区に拒否された『東京ゴミ戦争』が発生した。
平成期以降は、保育所定員増による待機児童問題の緩和を急いでいる。また高齢者福祉施設の不足への対応から、2018年3月には静岡県南伊豆町に同町の協力を得て特別養護老人ホームを開設した。
2020年現在、松ノ木一丁目近辺が東京都全体の人口重心となっている。

### 昼夜間人口

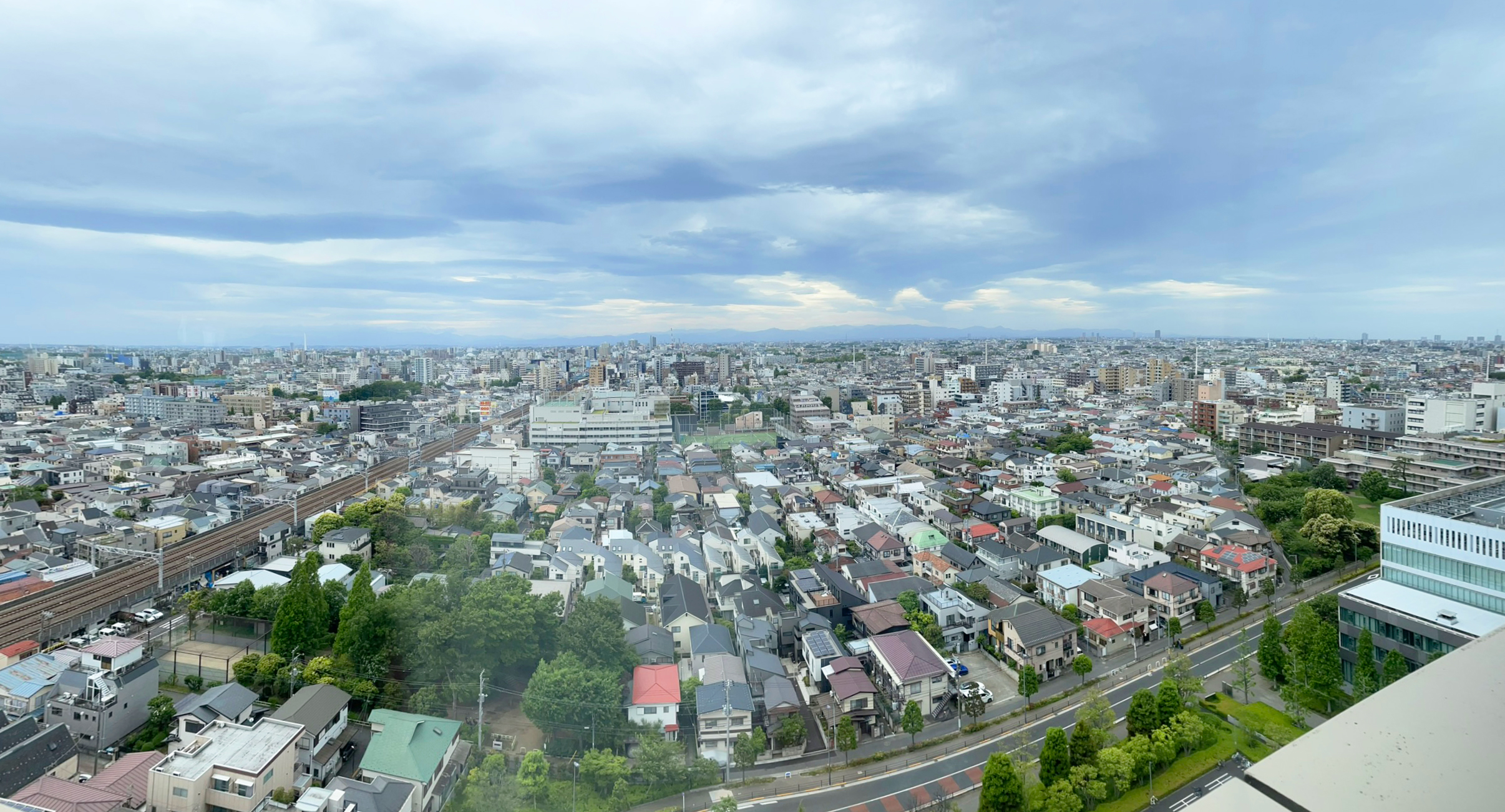
杉並区の住宅地。中野区側から見下ろした景観

2005年時点の夜間人口（居住者）は522,582人。これに対して、区外からの通勤者と通学生および居住者のうちの区内に昼間残留する人口の合計である昼間人口は439,379人で、昼は夜の0.841倍の人口になる。通勤者で見ると、区内から区外への通勤者は161,305人、区外から区内への通勤者は77,071人となっている。国勢調査では年齢不詳のものが東京都だけで16万人いる。上のグラフには年齢不詳のものを含め、昼夜間人口に関しては年齢不詳の人物は数字に入っていないので数字の間に誤差は生じる。

## 歴史
近世以前
- 古来 武蔵国に在り、現在の杉並区に当たる区域は多摩郡内の一部として属していた。

近世
- 江戸時代は武蔵国の一部であり、御府内（江戸の市域・城下町）には含まれていない。
- 甲州街道の第2宿高井戸宿が設けられた。
- 青梅街道は、当区内に宿駅はなかったが、妙法寺の門前は立場として江戸時代後期ににぎわい、落語「堀之内」の舞台となった。
- 甲州街道に沿って玉川上水が設置された。
- 現在の明治大学和泉キャンパス（永福1丁目）は、江戸幕府の「御焔硝蔵」（火薬庫）があった場所で、維新後も陸軍省和泉新田火薬庫として明治末まで使用された。

近・現代
- 明治・大正時代も東京市15区に含まれない地域であった。
- 昭和時代の世界恐慌後に多摩地域から東京市に編入が完了した。
- 区名の由来は、江戸時代の初期、成宗・田端両村の領主が青梅街道沿いに植えた杉並木があったことに始まる。この杉並木は明治前になくなった。その後「杉並」の名は村名として採用され、町名、さらに区名となって現在に至る[8]。
  - 1889年（明治22年）の市制・町村制施行当時からの自治体名でありながら、同名の鉄道駅が存在せず、また同名の住所もない。都内においては、鉄道のない檜原村および島嶼部、また郡名である豊島区や葛飾区を除けばほかに武蔵野市があるのみである。
- 関東大震災後に、多くの文化人や学者が都心や下町から移り住んだ地でもある。

区の沿革
- 「旧高旧領取調帳」に記載されている明治初年時点での、多摩郡のうち後の東多摩郡域（現杉並区・中野区にあたる地域）の支配は以下の通り。幕府領は代官・松村忠四郎支配所が管轄。●は村内に寺社領が存在（32村）。

| 知行   | 知行               | 村数 | 村名 |
| ------ | ------------------ | ---- | --- |
| 幕府領 | 幕府領             | 12村 | ●中野村、高円寺村、馬橋村、久我山村、上高井戸村、下高井戸村、中高井戸村、田端村、成宗村、本郷新田、和泉新田（和泉村のうち）、大宮前新田、松庵村 |
| 幕府領 | 旗本領             | 7村  | ●上鷺之宮村、和泉村、上高田村、片山村、●和田村、●上井草村、●下井草村                                                                            |
| 幕府領 | 幕府領、旗本領     | 8村  | 江古田村、雑色村、●永福寺村、●上荻窪村、新井村、下鷺之宮村、上沼袋村、下沼袋村                                                                  |
| 幕府領 | 鉄砲玉薬組同心給地 | 1村  | ●本郷村 |
| その他 | 寺社領             | 4村  | 下荻窪村、天沼村、阿佐ヶ谷村、堀之内村 |

- 1868年（慶応4年）
  - 7月10日（8月27日） - 旧幕府代官の松村長為（忠四郎）が武蔵知県事に就任。現杉並区にあたる地域を管轄。
  - 8月8日（9月23日） - 松村長為知県事が古賀定雄（一平）に交代。
- 1869年
  - 明治2年2月9日（3月21日） - 古賀知県事の管轄区域に品川県を設置、現杉並区にあたる地域は品川県に属す。
- 1870年
  - 明治2年12月18日（1月19日） - 寄場組合を廃止し24の番組を設置。現杉並区・中野区にあたる地域は6・18・21・22・23番組のそれぞれ一部に相当[9]。
- 1871年（明治4年）
  - 11月14日（1871年12月25日） - 品川県を廃止し東京府（第2次）が発足[10]。
- 1872年
  - 明治4年12月5日（1月14日） - 現杉並区にあたる地域の東京府への編入成る。
  - 明治5年1月22日（3月1日） - 現杉並区にあたる地域が神奈川県に移管される[11]。後の東多摩郡（現杉並区・中野区）に相当する地域32村が東京府に戻る運動を展開。
  - 8月19日（9月21日） - 現杉並区域20村（高円寺村・馬橋村・永福寺村・上荻窪村・下荻窪村・久我山村・上高井戸村・下高井戸村・中高井戸村・田端村・成宗村・和泉村・大宮前新田・松庵村・和田村・上井草村・下井草村・天沼村・阿佐ヶ谷村・堀之内村）が東京府の管轄に戻される[12]。9月10日（10月12日）に編入成る。
- 1878年（明治11年）11月2日 - 郡区町村編制法により多摩郡は4郡に分割され、20村は東多摩郡に属する。
- 1889年（明治22年）5月1日 - 町村制施行により、東多摩郡杉並村・和田堀内村・井荻村・高井戸村が発足。
- 1896年（明治29年）4月1日 - 東多摩郡が南豊島郡と合併し豊多摩郡となる。
- 1924年（大正13年）6月1日 - 杉並村が町制施行して杉並町となる。
- 1926年（大正15年）7月1日 - 和田堀内村、井荻村、高井戸村がそれぞれ町制施行し、和田堀町、井荻町、高井戸町となる。
- 1932年（昭和7年）10月1日 - 東京市（15区）と豊多摩郡を含む周辺5郡が合併して東京市域が拡大、35区が成立する。この際、杉並町・和田堀町・井荻町・高井戸町が東京市に編入、4町の区域をもって東京市杉並区が発足[13]。
- 1943年（昭和18年）7月1日 - 東京都が成立し、東京市は廃止。東京都制施行により東京都杉並区となる。
- 1947年（昭和22年）5月3日 - 地方自治法施行により杉並区は特別区となる。
- 1960年（昭和35年）3月26日 - 中野区との境界を変更する[14]。
- 1982年（昭和57年）9月1日 - 区制50周年を記念し「杉並区歌」および「杉並音頭」を制定。

## 町名
杉並区では、全域で住居表示に関する法律に基づく住居表示が実施されている。

### 杉並区役所管内
| 町名           | 町区新設年月日 | 住居表示実施年月日 | 住居表示実施直前町名             | 備考 |
| -------------- | -------------- | ------------------ | -------------------------------- | ---- |
| 阿佐谷北一丁目 | 1965年1月1日   | 1965年1月1日       | 天沼2、阿佐ヶ谷1〜6、馬橋3・4    |      |
| 阿佐谷北二丁目 | 1965年1月1日   | 1965年1月1日       | 天沼2、阿佐ヶ谷1〜6、馬橋3・4    |      |
| 阿佐谷北三丁目 | 1965年1月1日   | 1965年1月1日       | 天沼2、阿佐ヶ谷1〜6、馬橋3・4    |      |
| 阿佐谷北四丁目 | 1965年1月1日   | 1965年1月1日       | 天沼2、阿佐ヶ谷1〜6、馬橋3・4    |      |
| 阿佐谷北五丁目 | 1965年1月1日   | 1965年1月1日       | 天沼2、阿佐ヶ谷1〜6、馬橋3・4    |      |
| 阿佐谷北六丁目 | 1965年1月1日   | 1965年1月1日       | 天沼2、阿佐ヶ谷1〜6、馬橋3・4    |      |
| 阿佐谷南一丁目 | 1965年4月1日   | 1965年4月1日       | 天沼1、阿佐ヶ谷1・2・4、馬橋2〜4 |      |
| 阿佐谷南二丁目 | 1965年4月1日   | 1965年4月1日       | 天沼1、阿佐ヶ谷1・2・4、馬橋2〜4 |      |
| 阿佐谷南三丁目 | 1965年4月1日   | 1965年4月1日       | 天沼1、阿佐ヶ谷1・2・4、馬橋2〜4 |      |
| 成田西一丁目   | 1969年11月1日  | 1969年11月1日      | 成宗2（全）、成宗1、西田町2      |      |
| 成田西二丁目   | 1969年11月1日  | 1969年11月1日      | 成宗2（全）、成宗1、西田町2      |      |
| 成田西三丁目   | 1969年11月1日  | 1969年11月1日      | 成宗2（全）、成宗1、西田町2      |      |
| 成田西四丁目   | 1969年11月1日  | 1969年11月1日      | 成宗2（全）、成宗1、西田町2      |      |
| 成田東一丁目   | 1969年11月1日  | 1969年11月1日      | 成宗1・3、東田町1・2             |      |
| 成田東二丁目   | 1969年11月1日  | 1969年11月1日      | 成宗1・3、東田町1・2             |      |
| 成田東三丁目   | 1969年11月1日  | 1969年11月1日      | 成宗1・3、東田町1・2             |      |
| 成田東四丁目   | 1969年11月1日  | 1969年11月1日      | 成宗1・3、東田町1・2             |      |
| 成田東五丁目   | 1969年11月1日  | 1969年11月1日      | 成宗1・3、東田町1・2             |      |

### 杉並区役所井草区民事務所管内
| 町名         | 町区域新設年月日 | 住居表示実施年月日 | 住居表示実施前の町名など                                                 | 備考 |
| ------------ | ---------------- | ------------------ | ------------------------------------------------------------------------ | ---- |
| 井草一丁目   | 1963年9月1日     | 1963年9月1日       | 正保町（全）、八成町（全）、住吉町、矢頭町、上井草町                     |      |
| 井草二丁目   | 1963年9月1日     | 1963年9月1日       | 正保町（全）、八成町（全）、住吉町、矢頭町、上井草町                     |      |
| 井草三丁目   | 1963年9月1日     | 1963年9月1日       | 正保町（全）、八成町（全）、住吉町、矢頭町、上井草町                     |      |
| 井草四丁目   | 1963年9月1日     | 1963年9月1日       | 正保町（全）、八成町（全）、住吉町、矢頭町、上井草町                     |      |
| 井草五丁目   | 1963年9月1日     | 1963年9月1日       | 正保町（全）、八成町（全）、住吉町、矢頭町、上井草町                     |      |
| 上井草一丁目 | 1963年12月1日    | 1963年12月1日      | 上井草町、神戸町、柿ノ木町、四宮町、今川町、三谷町、新町、住吉町、矢頭町 |      |
| 上井草二丁目 | 1963年12月1日    | 1963年12月1日      | 上井草町、神戸町、柿ノ木町、四宮町、今川町、三谷町、新町、住吉町、矢頭町 |      |
| 上井草三丁目 | 1963年12月1日    | 1963年12月1日      | 上井草町、神戸町、柿ノ木町、四宮町、今川町、三谷町、新町、住吉町、矢頭町 |      |
| 上井草四丁目 | 1963年12月1日    | 1963年12月1日      | 上井草町、神戸町、柿ノ木町、四宮町、今川町、三谷町、新町、住吉町、矢頭町 |      |
| 下井草一丁目 | 1963年12月1日    | 1963年12月1日      | 下井草町、中瀬町、向井町、神戸町、天沼3、阿佐ヶ谷6、住吉町               |      |
| 下井草二丁目 | 1963年12月1日    | 1963年12月1日      | 下井草町、中瀬町、向井町、神戸町、天沼3、阿佐ヶ谷6、住吉町               |      |
| 下井草三丁目 | 1963年12月1日    | 1963年12月1日      | 下井草町、中瀬町、向井町、神戸町、天沼3、阿佐ヶ谷6、住吉町               |      |
| 下井草四丁目 | 1963年12月1日    | 1963年12月1日      | 下井草町、中瀬町、向井町、神戸町、天沼3、阿佐ヶ谷6、住吉町               |      |
| 下井草五丁目 | 1963年12月1日    | 1963年12月1日      | 下井草町、中瀬町、向井町、神戸町、天沼3、阿佐ヶ谷6、住吉町               |      |

### 杉並区役所永福和泉区民事務所管内
| 町名         | 町区域新設年月日 | 住居表示実施年月日 | 住居表示実施前の町名など                                       | 備考 |
| ------------ | ---------------- | ------------------ | -------------------------------------------------------------- | ---- |
| 和泉一丁目   | 1966年7月1日     | 1966年7月1日       | 方南町、和泉町、永福町                                         |      |
| 和泉二丁目   | 1966年7月1日     | 1966年7月1日       | 方南町、和泉町、永福町                                         |      |
| 和泉三丁目   | 1966年7月1日     | 1966年7月1日       | 方南町、和泉町、永福町                                         |      |
| 永福一丁目   | 1969年7月1日     | 1969年7月1日       | 永福町、下高井戸1・2・4、和泉町、大宮町                        |      |
| 永福二丁目   | 1969年7月1日     | 1969年7月1日       | 永福町、下高井戸1・2・4、和泉町、大宮町                        |      |
| 永福三丁目   | 1969年7月1日     | 1969年7月1日       | 永福町、下高井戸1・2・4、和泉町、大宮町                        |      |
| 永福四丁目   | 1969年7月1日     | 1969年7月1日       | 永福町、下高井戸1・2・4、和泉町、大宮町                        |      |
| 方南一丁目   | 1966年7月1日     | 1966年7月1日       | 方南町                                                         |      |
| 方南二丁目   | 1966年7月1日     | 1966年7月1日       | 方南町                                                         |      |
| 大宮一丁目   | 1968年7月1日     | 1968年7月1日       | 大宮町、和泉町、松ノ木町、永福町、成宗2・3、下高井戸4、堀ノ内2 |      |
| 大宮二丁目   | 1968年7月1日     | 1968年7月1日       | 大宮町、和泉町、松ノ木町、永福町、成宗2・3、下高井戸4、堀ノ内2 |      |
| 浜田山一丁目 | 1969年7月1日     | 1969年7月1日       | 下高井戸2・4、上高井戸4、永福町、大宮町                        |      |
| 浜田山二丁目 | 1969年7月1日     | 1969年7月1日       | 下高井戸2・4、上高井戸4、永福町、大宮町                        |      |
| 浜田山三丁目 | 1969年7月1日     | 1969年7月1日       | 下高井戸2・4、上高井戸4、永福町、大宮町                        |      |
| 浜田山四丁目 | 1969年7月1日     | 1969年7月1日       | 下高井戸2・4、上高井戸4、永福町、大宮町                        |      |

### 杉並区役所荻窪区民事務所管内
| 町名         | 町区域新設年月日 | 住居表示実施年月日 | 住居表示実施前の町名など                              | 備考 |
| ------------ | ---------------- | ------------------ | ----------------------------------------------------- | ---- |
| 荻窪一丁目   | 1969年11月1日    | 1969年11月1日      | 西田町1（全）、東荻町（全）、荻窪1〜3、西田町2、天沼1 |      |
| 荻窪二丁目   | 1969年11月1日    | 1969年11月1日      | 西田町1（全）、東荻町（全）、荻窪1〜3、西田町2、天沼1 |      |
| 荻窪三丁目   | 1969年11月1日    | 1969年11月1日      | 西田町1（全）、東荻町（全）、荻窪1〜3、西田町2、天沼1 |      |
| 荻窪四丁目   | 1969年11月1日    | 1969年11月1日      | 西田町1（全）、東荻町（全）、荻窪1〜3、西田町2、天沼1 |      |
| 荻窪五丁目   | 1969年11月1日    | 1969年11月1日      | 西田町1（全）、東荻町（全）、荻窪1〜3、西田町2、天沼1 |      |
| 上荻一丁目   | 1964年9月1日     | 1964年9月1日       | 上荻窪2（全）、天沼1、荻窪4、関根町、宿町             |      |
| 上荻二丁目   | 1964年9月1日     | 1964年9月1日       | 上荻窪2（全）、天沼1、荻窪4、関根町、宿町             |      |
| 上荻三丁目   | 1964年9月1日     | 1964年9月1日       | 上荻窪2（全）、天沼1、荻窪4、関根町、宿町             |      |
| 上荻四丁目   | 1964年9月1日     | 1964年9月1日       | 上荻窪2（全）、天沼1、荻窪4、関根町、宿町             |      |
| 南荻窪一丁目 | 1969年11月1日    | 1969年11月1日      | 神明町（全）、荻窪1〜3、上荻窪1                       |      |
| 南荻窪二丁目 | 1969年11月1日    | 1969年11月1日      | 神明町（全）、荻窪1〜3、上荻窪1                       |      |
| 南荻窪三丁目 | 1969年11月1日    | 1969年11月1日      | 神明町（全）、荻窪1〜3、上荻窪1                       |      |
| 天沼一丁目   | 1965年1月1日     | 1965年1月1日       | 天沼1・2                                              |      |
| 天沼二丁目   | 1965年1月1日     | 1965年1月1日       | 天沼1・2                                              |      |
| 天沼三丁目   | 1965年1月1日     | 1965年1月1日       | 天沼1・2                                              |      |
| 本天沼一丁目 | 1965年1月1日     | 1965年1月1日       | 天沼3、向井町、阿佐ヶ谷6                              |      |
| 本天沼二丁目 | 1965年1月1日     | 1965年1月1日       | 天沼3、向井町、阿佐ヶ谷6                              |      |
| 本天沼三丁目 | 1965年1月1日     | 1965年1月1日       | 天沼3、向井町、阿佐ヶ谷6                              |      |
| 清水一丁目   | 1965年1月1日     | 1965年1月1日       | 清水町、沓掛町、中瀬町、神戸町、天沼1                 |      |
| 清水二丁目   | 1965年1月1日     | 1965年1月1日       | 清水町、沓掛町、中瀬町、神戸町、天沼1                 |      |
| 清水三丁目   | 1965年1月1日     | 1965年1月1日       | 清水町、沓掛町、中瀬町、神戸町、天沼1                 |      |
| 桃井一丁目   | 1964年6月1日     | 1964年6月1日       | 三谷町、宿町、中通町、清水町、沓掛町                  |      |
| 桃井二丁目   | 1964年6月1日     | 1964年6月1日       | 三谷町、宿町、中通町、清水町、沓掛町                  |      |
| 桃井三丁目   | 1964年6月1日     | 1964年6月1日       | 三谷町、宿町、中通町、清水町、沓掛町                  |      |
| 桃井四丁目   | 1964年6月1日     | 1964年6月1日       | 三谷町、宿町、中通町、清水町、沓掛町                  |      |

### 杉並区役所高円寺区民事務所管内
| 町名           | 町区域新設年月日 | 住居表示実施年月日 | 住居表示実施前の町名など                         | 備考 |
| -------------- | ---------------- | ------------------ | ------------------------------------------------ | ---- |
| 高円寺北一丁目 | 1965年4月1日     | 1965年4月1日       | 高円寺6（全）、高円寺7、馬橋4                    |      |
| 高円寺北二丁目 | 1965年4月1日     | 1965年4月1日       | 高円寺6（全）、高円寺7、馬橋4                    |      |
| 高円寺北三丁目 | 1965年4月1日     | 1965年4月1日       | 高円寺6（全）、高円寺7、馬橋4                    |      |
| 高円寺北四丁目 | 1965年4月1日     | 1965年4月1日       | 高円寺6（全）、高円寺7、馬橋4                    |      |
| 高円寺南一丁目 | 1965年4月1日     | 1965年4月1日       | 高円寺4・5（全）、高円寺1〜3・7、馬橋2〜4        |      |
| 高円寺南二丁目 | 1965年4月1日     | 1965年4月1日       | 高円寺4・5（全）、高円寺1〜3・7、馬橋2〜4        |      |
| 高円寺南三丁目 | 1965年4月1日     | 1965年4月1日       | 高円寺4・5（全）、高円寺1〜3・7、馬橋2〜4        |      |
| 高円寺南四丁目 | 1965年4月1日     | 1965年4月1日       | 高円寺4・5（全）、高円寺1〜3・7、馬橋2〜4        |      |
| 高円寺南五丁目 | 1965年4月1日     | 1965年4月1日       | 高円寺4・5（全）、高円寺1〜3・7、馬橋2〜4        |      |
| 和田一丁目     | 1969年7月1日     | 1969年7月1日       | 和田本町（全）、高円寺1・2、方南町、堀ノ内1・2   |      |
| 和田二丁目     | 1969年7月1日     | 1969年7月1日       | 和田本町（全）、高円寺1・2、方南町、堀ノ内1・2   |      |
| 和田三丁目     | 1969年7月1日     | 1969年7月1日       | 和田本町（全）、高円寺1・2、方南町、堀ノ内1・2   |      |
| 梅里一丁目     | 1968年7月1日     | 1968年7月1日       | 馬橋1、高円寺2・3、堀ノ内1、松ノ木町、東田町1・2 |      |
| 梅里二丁目     | 1968年7月1日     | 1968年7月1日       | 馬橋1、高円寺2・3、堀ノ内1、松ノ木町、東田町1・2 |      |
| 堀ノ内一丁目   | 1968年7月1日     | 1968年7月1日       | 堀ノ内1・2、方南町、大宮町、松ノ木町             |      |
| 堀ノ内二丁目   | 1968年7月1日     | 1968年7月1日       | 堀ノ内1・2、方南町、大宮町、松ノ木町             |      |
| 堀ノ内三丁目   | 1968年7月1日     | 1968年7月1日       | 堀ノ内1・2、方南町、大宮町、松ノ木町             |      |
| 松ノ木一丁目   | 1968年7月1日     | 1968年7月1日       | 松ノ木町、大宮町、堀ノ内1                        |      |
| 松ノ木二丁目   | 1968年7月1日     | 1968年7月1日       | 松ノ木町、大宮町、堀ノ内1                        |      |
| 松ノ木三丁目   | 1968年7月1日     | 1968年7月1日       | 松ノ木町、大宮町、堀ノ内1                        |      |

### 杉並区役所高井戸区民事務所管内
| 町名           | 町区域新設年月日 | 住居表示実施年月日 | 住居表示実施前の町名など                         | 備考 |
| -------------- | ---------------- | ------------------ | ------------------------------------------------ | ---- |
| 上高井戸一丁目 | 1969年3月1日     | 1969年3月1日       | 上高井戸1（全）、上高井戸2、下高井戸1            |      |
| 上高井戸二丁目 | 1969年3月1日     | 1969年3月1日       | 上高井戸1（全）、上高井戸2、下高井戸1            |      |
| 上高井戸三丁目 | 1969年3月1日     | 1969年3月1日       | 上高井戸1（全）、上高井戸2、下高井戸1            |      |
| 下高井戸一丁目 | 1969年7月1日     | 1969年7月1日       | 下高井戸3（全）、下高井戸1・2、上高井戸3、永福町 |      |
| 下高井戸二丁目 | 1969年7月1日     | 1969年7月1日       | 下高井戸3（全）、下高井戸1・2、上高井戸3、永福町 |      |
| 下高井戸三丁目 | 1969年7月1日     | 1969年7月1日       | 下高井戸3（全）、下高井戸1・2、上高井戸3、永福町 |      |
| 下高井戸四丁目 | 1969年7月1日     | 1969年7月1日       | 下高井戸3（全）、下高井戸1・2、上高井戸3、永福町 |      |
| 下高井戸五丁目 | 1969年7月1日     | 1969年7月1日       | 下高井戸3（全）、下高井戸1・2、上高井戸3、永福町 |      |
| 高井戸西一丁目 | 1969年3月1日     | 1969年3月1日       | 上高井戸3・5、久我山1                            |      |
| 高井戸西二丁目 | 1969年3月1日     | 1969年3月1日       | 上高井戸3・5、久我山1                            |      |
| 高井戸西三丁目 | 1969年3月1日     | 1969年3月1日       | 上高井戸3・5、久我山1                            |      |
| 高井戸東一丁目 | 1969年7月1日     | 1969年7月1日       | 上高井戸3〜5、大宮前1・2、下高井戸4              |      |
| 高井戸東二丁目 | 1969年7月1日     | 1969年7月1日       | 上高井戸3〜5、大宮前1・2、下高井戸4              |      |
| 高井戸東三丁目 | 1969年7月1日     | 1969年7月1日       | 上高井戸3〜5、大宮前1・2、下高井戸4              |      |
| 高井戸東四丁目 | 1969年7月1日     | 1969年7月1日       | 上高井戸3〜5、大宮前1・2、下高井戸4              |      |
| 久我山一丁目   | 1969年3月1日     | 1969年3月1日       | 久我山2・3（全）、久我山1、上高井戸2・3・5       |      |
| 久我山二丁目   | 1969年3月1日     | 1969年3月1日       | 久我山2・3（全）、久我山1、上高井戸2・3・5       |      |
| 久我山三丁目   | 1969年3月1日     | 1969年3月1日       | 久我山2・3（全）、久我山1、上高井戸2・3・5       |      |
| 久我山四丁目   | 1969年3月1日     | 1969年3月1日       | 久我山2・3（全）、久我山1、上高井戸2・3・5       |      |
| 久我山五丁目   | 1969年3月1日     | 1969年3月1日       | 久我山2・3（全）、久我山1、上高井戸2・3・5       |      |

### 杉並区役所西荻区民事務所管内
| 町名         | 町区域新設年月日 | 住居表示実施年月日 | 住居表示実施前の町名など                                               | 備考 |
| ------------ | ---------------- | ------------------ | ---------------------------------------------------------------------- | ---- |
| 西荻北一丁目 | 1964年9月1日     | 1964年9月1日       | 西荻窪2・3（全）、上荻窪1、関根町、宿町、松庵北町、井荻1〜3、西高井戸1 |      |
| 西荻北二丁目 | 1964年9月1日     | 1964年9月1日       | 西荻窪2・3（全）、上荻窪1、関根町、宿町、松庵北町、井荻1〜3、西高井戸1 |      |
| 西荻北三丁目 | 1964年9月1日     | 1964年9月1日       | 西荻窪2・3（全）、上荻窪1、関根町、宿町、松庵北町、井荻1〜3、西高井戸1 |      |
| 西荻北四丁目 | 1964年9月1日     | 1964年9月1日       | 西荻窪2・3（全）、上荻窪1、関根町、宿町、松庵北町、井荻1〜3、西高井戸1 |      |
| 西荻北五丁目 | 1964年9月1日     | 1964年9月1日       | 西荻窪2・3（全）、上荻窪1、関根町、宿町、松庵北町、井荻1〜3、西高井戸1 |      |
| 西荻南一丁目 | 1969年11月1日    | 1969年11月1日      | 西荻窪1、大宮前6                                                       |      |
| 西荻南二丁目 | 1969年11月1日    | 1969年11月1日      | 西荻窪1、大宮前6                                                       |      |
| 西荻南三丁目 | 1969年11月1日    | 1969年11月1日      | 西荻窪1、大宮前6                                                       |      |
| 西荻南四丁目 | 1969年11月1日    | 1969年11月1日      | 西荻窪1、大宮前6                                                       |      |
| 善福寺一丁目 | 1964年9月1日     | 1964年9月1日       | 善福寺町（全）、井荻1〜3、新町、三谷町、宿町                           |      |
| 善福寺二丁目 | 1964年9月1日     | 1964年9月1日       | 善福寺町（全）、井荻1〜3、新町、三谷町、宿町                           |      |
| 善福寺三丁目 | 1964年9月1日     | 1964年9月1日       | 善福寺町（全）、井荻1〜3、新町、三谷町、宿町                           |      |
| 善福寺四丁目 | 1964年9月1日     | 1964年9月1日       | 善福寺町（全）、井荻1〜3、新町、三谷町、宿町                           |      |
| 松庵一丁目   | 1969年11月1日    | 1969年11月1日      | 松庵南町、西高井戸1・2（以上全）、松庵北町                             |      |
| 松庵二丁目   | 1969年11月1日    | 1969年11月1日      | 松庵南町、西高井戸1・2（以上全）、松庵北町                             |      |
| 松庵三丁目   | 1969年11月1日    | 1969年11月1日      | 松庵南町、西高井戸1・2（以上全）、松庵北町                             |      |
| 今川一丁目   | 1964年6月1日     | 1964年6月1日       | 四宮町、柿ノ木町、神戸町、今川町、中通町、三谷町、沓掛町、新町         |      |
| 今川二丁目   | 1964年6月1日     | 1964年6月1日       | 四宮町、柿ノ木町、神戸町、今川町、中通町、三谷町、沓掛町、新町         |      |
| 今川三丁目   | 1964年6月1日     | 1964年6月1日       | 四宮町、柿ノ木町、神戸町、今川町、中通町、三谷町、沓掛町、新町         |      |
| 今川四丁目   | 1964年6月1日     | 1964年6月1日       | 四宮町、柿ノ木町、神戸町、今川町、中通町、三谷町、沓掛町、新町         |      |
| 宮前一丁目   | 1969年11月1日    | 1969年11月1日      | 大宮前3〜5（全）、大宮前1・2・6、上高井戸5                             |      |
| 宮前二丁目   | 1969年11月1日    | 1969年11月1日      | 大宮前3〜5（全）、大宮前1・2・6、上高井戸5                             |      |
| 宮前三丁目   | 1969年11月1日    | 1969年11月1日      | 大宮前3〜5（全）、大宮前1・2・6、上高井戸5                             |      |
| 宮前四丁目   | 1969年11月1日    | 1969年11月1日      | 大宮前3〜5（全）、大宮前1・2・6、上高井戸5                             |      |
| 宮前五丁目   | 1969年11月1日    | 1969年11月1日      | 大宮前3〜5（全）、大宮前1・2・6、上高井戸5                             |      |

## 地域

### 年間行事
2月
- 高円寺演芸まつり

4月
- 高円寺びっくり大道芸

6月
- 久我山ホタル祭り - 6月第1土曜日・日曜日

8月
- 阿佐谷七夕まつり - 8月5日 - 9日、阿佐谷パールセンター
- 東京高円寺阿波おどり - 8月最終土曜日・日曜日、高円寺駅前周辺

10月
- 阿佐谷ジャズストリート - 10月第三または第四金曜日・土曜日
- 高円寺フェス - 大人の文化祭

11月
- 杉並郷土芸能大会
- 荻窪音楽祭
- トロールの森 - 屋外アート展（西荻窪・善福寺池周辺）
- すぎなみフェスタ - 桃井原っぱ公園で開催される区民祭

その他
- 知る区ロード[15]

区内を巡る全長36kmの散策路である。1985年に行われた区の不燃化基礎調査の中で提言された「歩いて杉並を知るルートづくり」を元に、内の史跡や産業のPR目的を含めて1988年に既存の道路を利用する形で定められた。

### 町丁
- 中将通り - 現在の中央図書館から荻窪団地に抜ける道のあたりには、帝国陸海軍の職業軍人の自宅が多くあったので通称「中将通り」と呼ばれていた。

### 自動車ナンバープレート
杉並区は東京運輸支局練馬自動車検査登録事務所の管轄エリアで、かつては「練馬」ナンバーが交付されていたが、2014年11月17日以降はご当地ナンバーである「杉並」ナンバーが交付される。

### 区域放送
- ケーブルテレビ
  - ジェイコム杉並

## 区政

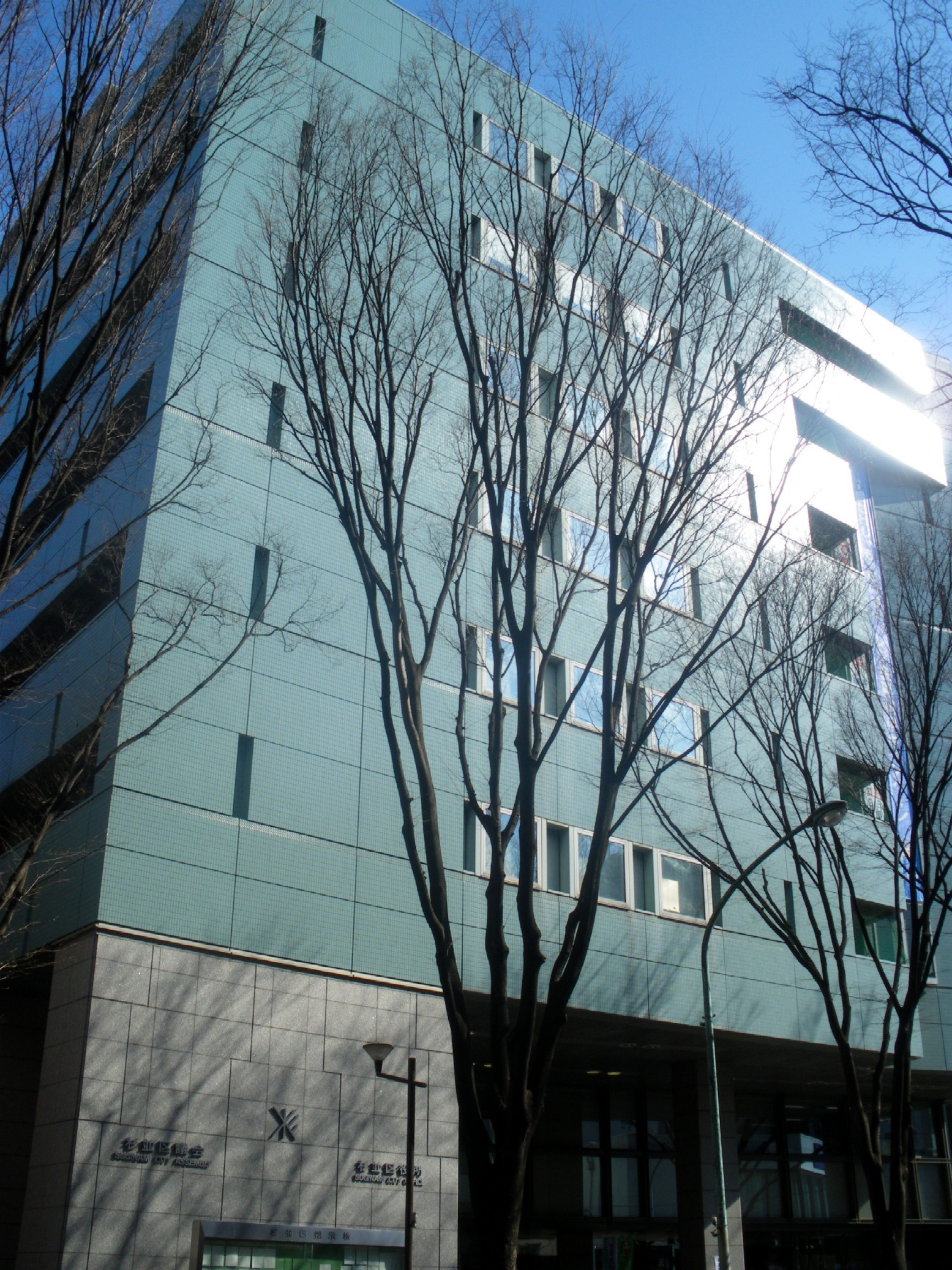
阿佐谷南にある杉並区役所庁舎。南阿佐ケ谷駅直ぐ上にある。

### 区長
- 区長：岸本聡子（きしもと さとこ）（1期目）
- 任期：2022年（令和4年）7月11日 - 2026年（令和8年）7月10日

### 独自の施策
- 2002年（平成14年）
- 3月、レジ袋税条例。同様の法定外目的税は全国初。5年後までに買い物客に占めるレジ袋辞退率60%が達成されれば、課税の実施は見送られる（目標は達成されることはなかったが、区の方針変更などにより2008年に条例は廃止された）。
- 8月、住民基本台帳ネットワークへの接続を拒否（2008年裁判の敗訴を受け、住基ネットに接続した）。
- 12月、障害者週間にあたり、障害者の有権者が区長や区役所幹部に直接意見を述べる「障害者区議会」を開催。日本の自治体では初の取り組み[16]。
- 2003年（平成15年）7月、危機管理室を設置し、同年8月には住宅地を巡回する安全パトロール隊を発足。結果的に2002年まで増加していた区内犯罪認知件数が減少。
- 2004年（平成16年）3月、「杉並区防犯カメラの設置及び利用に関する条例」。防犯カメラの運用基準を全国で初めて条例で規定。
- 2005年（平成17年）8月、区教育委員会が新しい歴史教科書をつくる会の教科書を採択。全国の自治体としては2例目。
- 2006年（平成18年）4月、区独自の教員養成塾「杉並師範館」を開設。市区町村では全国初。
- アニメーション産業振興も行っており、杉並区役所には「産業経済課アニメ係」がある。アニメを地域振興・地場産業として捉えたのは自治体としては初[17]。
- 育て!杉苗債 - 道路建設のために発行した区債の愛称。額面100円。償還3年。スギの苗をもらえるわけではない。

### 区民事務所
杉並区の出先機関。区の行政機構の一部を分担し、各窓口サービスを行っている。
- 井草区民事務所：下井草四丁目30番2号
- 高円寺区民事務所：松ノ木三丁目3番4号
- 永福和泉区民事務所：和泉三丁目8番18号 永福和泉地域区民センター内
- 高井戸区民事務所：高井戸西二丁目1番26号 京王リトナード高井戸2階
- 荻窪区民事務所：上荻一丁目2番1号 インテグラルタワー2階
- 西荻区民事務所：西荻南三丁目5番23号

## 議会

### 東京都議会
2025年東京都議会議員選挙
- 選挙区：杉並区選挙区
- 定数：6人
- 任期：2025年7月23日 - 2029年7月22日
- 投票日：2025年6月22日
- 当日有権者数：476,046人
- 投票率：51.15％

| 候補者名       | 当落 | 年齢 | 所属党派                 | 新旧別 | 得票数   |
| -------------- | ---- | ---- | ------------------------ | ------ | -------- |
| 茜ヶ久保嘉代子 | 当   | 49   | 都民ファーストの会       | 現     | 35,659票 |
| 関口健太郎     | 当   | 33   | 立憲民主党               | 現     | 25,678票 |
| 早坂義弘       | 当   | 56   | 自由民主党               | 現     | 22,663票 |
| 松葉多美子     | 当   | 62   | 公明党                   | 現     | 20,098票 |
| 原田暁         | 当   | 49   | 日本共産党               | 現     | 19,733票 |
| 国崎隆志       | 当   | 43   | 国民民主党               | 新     | 19,331票 |
| 小宮安里       | 落   | 49   | 無所属                   | 現     | 17,016票 |
| 小松久子       | 落   | 72   | 東京・生活者ネットワーク | 元     | 14,267票 |
| 海保杜久麻     | 落   | 30   | れいわ新選組             | 新     | 14,039票 |
| 大谷司郎       | 落   | 62   | 日本保守党               | 新     | 11,707票 |
| 佐々木千夏     | 落   | 52   | 諸派                     | 新     | 11,003票 |
| 青柳充哉       | 落   | 36   | 再生の道                 | 新     | 7,922票  |
| 増田義彦       | 落   | 67   | 再生の道                 | 新     | 7,234票  |
| 松本光博       | 落   | 41   | 日本維新の会             | 新     | 6,947票  |
| 小澄健士郎     | 落   | 47   | 再生の道                 | 新     | 4,276票  |
| 金正則         | 落   | 70   | 無所属                   | 新     | 2,326票  |
| 吉田博信       | 落   | 58   | 諸派                     | 新     | 816票    |

2021年東京都議会議員選挙
- 選挙区：杉並区選挙区
- 定数：6人
- 任期：2021年7月23日 - 2025年7月22日
- 投票日：2021年7月4日
- 当日有権者数：480,096人
- 投票率：44.01％

| 候補者名       | 当落 | 年齢 | 所属党派                 | 新旧別 | 得票数   |
| -------------- | ---- | ---- | ------------------------ | ------ | -------- |
| 茜ヶ久保嘉代子 | 当   | 45   | 都民ファーストの会       | 現     | 30,369票 |
| 原田暁         | 当   | 46   | 日本共産党               | 現     | 27,437票 |
| 小宮安里       | 当   | 45   | 自由民主党               | 現     | 24,735票 |
| 関口健太郎     | 当   | 29   | 立憲民主党               | 新     | 23,827票 |
| 松葉多美子     | 当   | 58   | 公明党                   | 現     | 23,538票 |
| 早坂義弘       | 当   | 52   | 自由民主党               | 現     | 22,653票 |
| 小松久子       | 落   | 68   | 東京・生活者ネットワーク | 元     | 16,417票 |
| 鳥居宏右       | 落   | 50   | 都民ファーストの会       | 現     | 13,312票 |
| 山名奏子       | 落   | 38   | れいわ新選組             | 新     | 12,959票 |
| 百瀬智之       | 落   | 38   | 日本維新の会             | 新     | 9,044票  |
| 中根淳         | 落   | 48   | 国民主権党               | 新     | 2,439票  |
| 市川浩司       | 落   | 59   | 庶民と動物の会           | 新     | 1,265票  |

### 衆議院
東京都第8区
- 選挙区：東京8区（杉並区の一部）
- 投票日：2024年10月27日
- 当日有権者数：389,683人
- 投票率：60.04％

| 当落 | 候補者名   | 年齢 | 所属党派     | 新旧別 | 得票数    | 重複 |
| ---- | ---------- | ---- | ------------ | ------ | --------- | ---- |
| 当   | 吉田晴美   | 52   | 立憲民主党   | 前     | 116,426票 | ○    |
|      | 門寛子     | 44   | 自由民主党   | 新     | 74,963票  | ○    |
|      | 南北ちとせ | 48   | 日本維新の会 | 新     | 20,342票  | ○    |
|      | 大森紀明   | 53   | 参政党       | 新     | 16,310票  |      |

東京都第27区
- 選挙区：東京27区（中野区、杉並区の一部）
- 投票日：2024年10月27日
- 当日有権者数：381,714人
- 投票率：55.61％

| 当落 | 候補者名   | 年齢 | 所属党派   | 新旧別 | 得票数    | 重複 |
| ---- | ---------- | ---- | ---------- | ------ | --------- | ---- |
| 当   | 長妻昭     | 64   | 立憲民主党 | 前     | 112,388票 | ○    |
|      | 黒崎祐一   | 47   | 自由民主党 | 新     | 59,952票  | ○    |
|      | 石川芽生子 | 41   | 参政党     | 新     | 22,947票  |      |
|      | 石倉弘次郎 | 26   | 無所属     | 新     | 10,542票  |      |

## 友好交流都市

### 国内
- 北海道名寄市（旧・風連町）
  - 1989年7月13日に友好協力を締結した。2006年3月27日に風連町と旧名寄市の合併に伴い、6月6日に交流自治体協定を再び結んだ。また、1995年10月14日に防災相互援助協定締結および2006年7月1日に再締結した。
- 群馬県東吾妻町（旧・吾妻町）
  - 1989年8月6日に友好協力を締結した。東村と合併した2006年3月27日には、友好自治体協定を再締結した。1995年10月14日に防災相互援助協定および2006年10月10日再締結した。
- 新潟県小千谷市
  - 2004年5月12日に災害時相互援助協定を締結した。
- 福島県北塩原村
  - 2004年11月1日にまるごと保養地協定を締結した。
- 福島県南相馬市（旧・原町市）
  - 2005年5月27日に災害時相互援助協定を締結した。原町市、小高町、鹿島町が合併した2007年2月19日には、災害時相互援助協定を再締結したということもあった。
- 東京都青梅市
  - 2009年5月21日に友好協力を提携した。
- 東京都武蔵野市
  - 2011年12月20日に災害時相互協力協定を締結した。
- 山梨県忍野村
  - 2012年8月27日に災害時相互援助定を締結した。
- 静岡県南伊豆町
  - 2012年9月14日に災害時相互援助協定を締結した。

### 国外
- シティ・オブ・ウィロウビー
  - 1990年5月11日に友好協力を提携締結した。
- 瑞草区
  - 1991年12月9日に友好協力を提携締結した。

## 産業

### 第1次産業
区内には約46haの農地、200戸近い農家があり、野菜、花、植木、果物が生産。
- 東京中央農業協同組合（JA東京中央） - 井荻支店、杉並中野支店、城西支店、高井戸支店

### 第2次産業

#### 主な企業（第2次産業）
阿佐谷南
- グレープストーン - 「東京ばな奈」などの製造・販売
- タマス - 卓球用品製造
- 細田工務店

和泉
- ベスタ光学 - 顕微鏡製造

久我山
- 岩崎通信機

高井戸西
- 山崎製パン 杉並工場 - 1960年より操業

高井戸東
- ケンコーマヨネーズ（登記上の本店は神戸市灘区） - マヨネーズを中心とした調味料製造メーカー
- 根本特殊化学 - 蓄光塗料で世界の約7割〜8割のシェアを占めるメーカー

松庵
- 丸美屋食品工業

南荻窪
- 前田豊吉商店 - 鍼製造販売

宮前
- オーデリック - 照明器具製造
- 武蔵野化学研究所 東京研究所 - 化学工業品製造

和田
- 救心製薬

### 第3次産業

#### 主な企業（第3次産業）
阿佐谷北
- タイタン - 芸能プロダクション。爆笑問題、長井秀和、山中秀樹らが所属

阿佐谷南
- イオンマーケット - イオングループ傘下のスーパーマーケットチェーン
- サンドロット - ゲーム開発

井草
- アンプティパ - 障害者の転職･就職･求人・雇用・就労支援
- ニチリョク - 葬儀社

和泉
- サイバーステップ - ゲーム開発

梅里
- マックハウス - チヨダ傘下の衣料品店

永福
- サミット 本部 - 住友商事傘下のスーパーマーケットチェーン

荻窪
- 創通 - バンダイナムコグループ傘下の広告代理店
- チヨダ - 靴屋

上荻
- 三栄建築設計 - 本店は西荻北。不動産業

上高井戸
- 星和書店 - 精神医学・脳神経科学領域の出版社

高円寺北
- リイド社 - 出版

宮前
- 葵交通 - 東京無線協同組合グループのタクシー会社
- 同盟交通 - 東京無線協同組合グループのタクシー会社

##### アニメ関連の主な企業
アニメ産業 - 日本全国に約400あるアニメ製作スタジオのうち、70ほどが杉並区内にあり、周辺の練馬区や中野区、三鷹市などとともに世界有数のアニメ産業集積地となっている。『アルプスの少女ハイジ』『ルパン三世』『風の谷のナウシカ』『機動戦士ガンダム』など多くの作品が杉並に所在するスタジオで製作されてきた。
阿佐谷北
- 石垣プロダクション
- クラウドハーツ
- サテライト
- パインジャム

阿佐谷南
- CLAP
- GoHands（東京スタジオ）
- パッショーネ
- 武右ェ門
- MAHO FILM

天沼
- CUE（荻窪スタジオ）
- スタジオ地図
- ととにゃん
- レヴォルト
- ワオワールド

井草
- アルボアニメーション
- スタジオ サインポスト
- スタジオユニ
- ゼロジー
- ボンズ

梅里
- AXsiZ
- スタジオM2

荻窪
- 暁
- アクタス
- 葦プロダクション
- Atelier Pontdarc
- OH!プロダクション
- コミックス・ウェーブ・フィルム
- ジェノスタジオ
- スタジオバインド
- studioぱれっと
- バンダイナムコピクチャーズ
- バンダイナムコフィルムワークス（サンライズ）

上井草
- シャフト
- スタジオガッツ
- studioMOTHER
- ブリッジ

上荻
- アンサー・スタジオ
- ウルトラスーパーピクチャーズ
  - サンジゲン
  - ライデンフィルム

- エイトビット
- スタジオ風雅
- Staple Entertainment
- チップチューン
- ナット
- WHITE FOX
- ROLL2

清水
- ギークトイズ
- サンシャインコーポレーション
- スタジオフラッド
- Nexus
- ノーマッド

下井草
- ドライブ

善福寺
- プロダクション・アイ

成田東
- A-1 Pictures
- グラフィニカ（阿佐ヶ谷スタジオ）
- スタジオKAI
- リアル・ティ

松庵
- カラー
- サイクロングラフィックス

南荻窪
- キネマシトラス

本天沼
- Studio五組

桃井
- EMTスクエアード
- 高橋プロダクション（デジタル制作部）

### 過去に所在した主な企業・事業
阿佐谷南
- トップクラフト - アニメ制作会社。1985年、スタジオジブリへ改組される形で解散。

天沼
- MAPPA - アニメ制作会社。2024年、中野区中野へ移転。

井草
- マングローブ - アニメ制作会社。2015年倒産。

梅里
- CloverWorks - アニメ制作会社。2024年、中野区本町へ移転。

永福
- アルク - 英会話学校の運営。2016年、千代田区九段北へ移転。

荻窪
- アメリカン・エキスプレス日本支社 - 2020年、港区虎ノ門へ移転。
- インディーズゼロ - ゲーム開発。2024年、武蔵野市吉祥寺南町へ移転。
- バグフィルム - アニメ制作会社。2024年、中野区中野へ移転。
- マッドハウス - アニメ制作会社。2010年、中野区本町へ移転。

上荻
- SynergySP - アニメ制作会社。2009年、小金井市本町へ移転。
- 新星堂 - 大手CD・DVD・レコード・楽器・書籍販売会社（茨城県に本社移転）
- スタジオヴォルン - アニメ制作会社。2021年、立川市緑町へ移転。
- トリガー - アニメ制作会社。2019年、中野区へ移転。
- ハルフィルムメーカー - アニメ制作会社。2009年、ゆめ太カンパニーに吸収合併。

久我山
- 十文字 - アニメ制作会社。2024年、中野区東中野へ移転。

高円寺北
- 銀座ルノアール - 1989年〜1997年、本社が所在。

高井戸
- 日本ヒューレット・パッカード本社 - パソコンメーカー。江東区大島へ移転。

成田東
- グローバルアクト - レストランチェーン。2009年、ジー・テイストに吸収合併。

西荻北
- スタジオディーン - アニメ制作会社。2006年、武蔵野市吉祥寺南町へ移転。
- ラパントラック - アニメ制作会社。2021年、武蔵野市吉祥寺南町へ移転。

南荻窪
- データイースト - ゲーム制作会社。2003年倒産。

本天沼
- ユーフォーテーブル - アニメ制作会社。2024年、新宿区北新宿へ移転。

桃井
- 日産自動車 荻窪工場 - 1925年に中島飛行機の工場として開設され、その後プリンス自動車工業→日産自動車と所有者が変わったが、1998年まで稼働。工場跡地は桃井原っぱ公園やマンションなどとして整備されている。

## 商業

### 区内にある商店街・商業施設

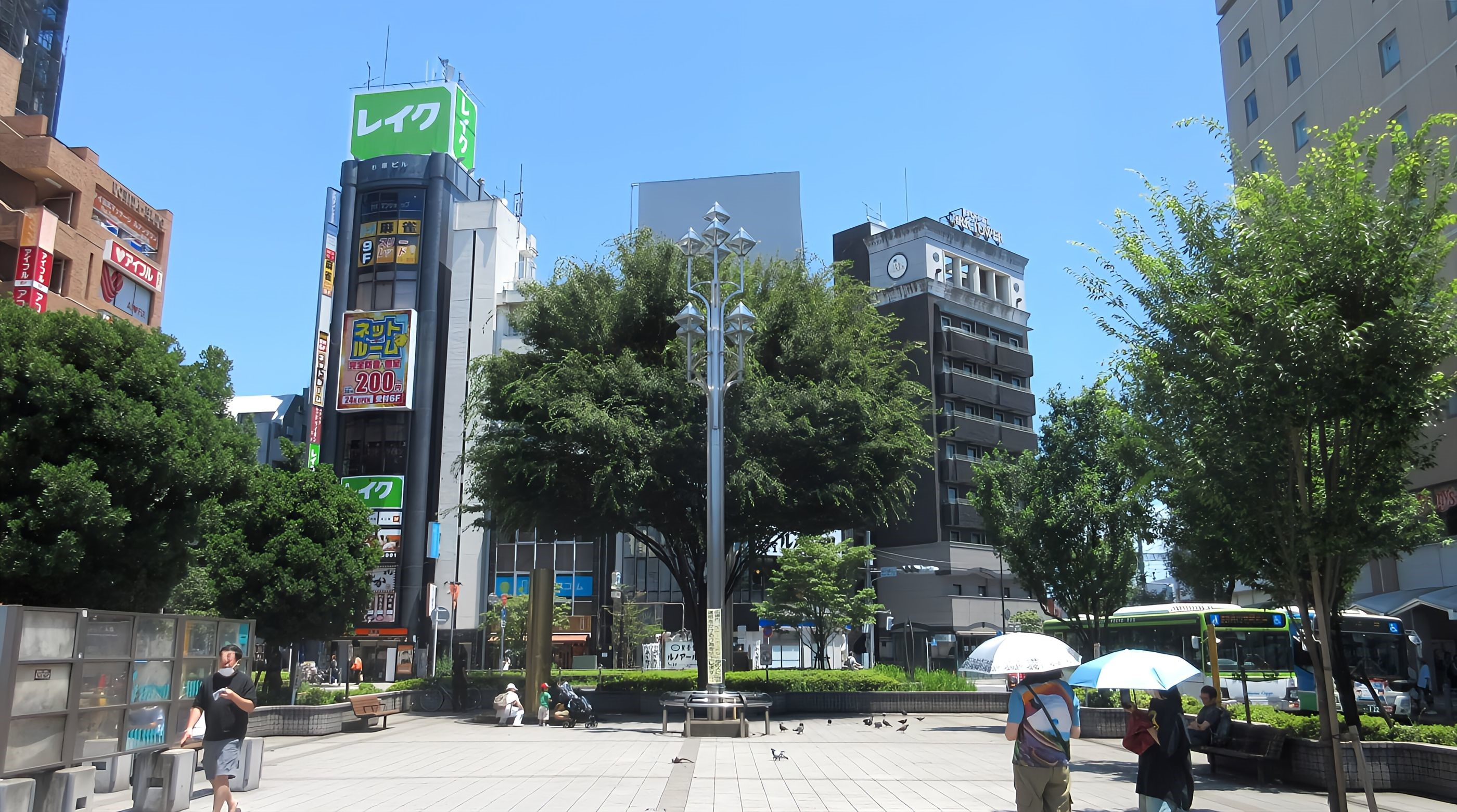
高円寺駅前広場

- 高円寺純情商店街 - 高円寺駅前。ねじめ正一の同名小説のタイトルでもある。
- 阿佐谷パールセンター - 毎年夏の阿佐ヶ谷七夕まつりの会場としても有名。
- 荻窪ルミネ - JR荻窪駅
- タウンセブン - 荻窪駅前

など

## 消防（東京消防庁）
- 東京消防庁　第四消防方面本部
  - 杉並消防署（阿佐谷南3-4-3）指揮隊、ポンプ隊2（特別消火中隊）、はしご隊、特別救助隊、救急隊1（10トン水槽車1→第1小隊乗換運用、照明電源車1→はしご隊乗換運用）
    - 永福出張所（下高井戸2-21-37）ポンプ隊2、救急隊1
    - 堀之内出張所（堀ノ内2-12-17）ポンプ隊2、救急隊1
    - 馬橋出張所（高円寺南3-8-1）ポンプ隊2
    - 阿佐ヶ谷出張所（阿佐谷北4-29-10）ポンプ隊2、救急隊1
    - 高円寺出張所（高円寺南5-20-8）ポンプ隊2、救急隊1
    - 高井戸出張所（高井戸東3-22-3）ポンプ隊2、救急隊1（指揮統制車1→第1小隊乗換運用）

  - 荻窪消防署（桃井3-4-1）指揮隊、ポンプ隊1、化学隊1、はしご隊、救急隊1
    - 西荻出張所（西荻南2-2-4）ポンプ隊2、救急隊1
    - 久我山出張所（久我山2-11-7）ポンプ隊2、救急隊1
    - 天沼出張所（天沼1-46-4）ポンプ隊1
    - 下井草出張所（下井草3-30-10）ポンプ隊2（特別消火中隊)、救急隊1

## 公安（警視庁）
- 杉並警察署 - 杉並区の東部を管轄
- 荻窪警察署 - 杉並区の北西部を管轄
- 高井戸警察署 - 杉並区の南西部を管轄

## 教育

### 大学

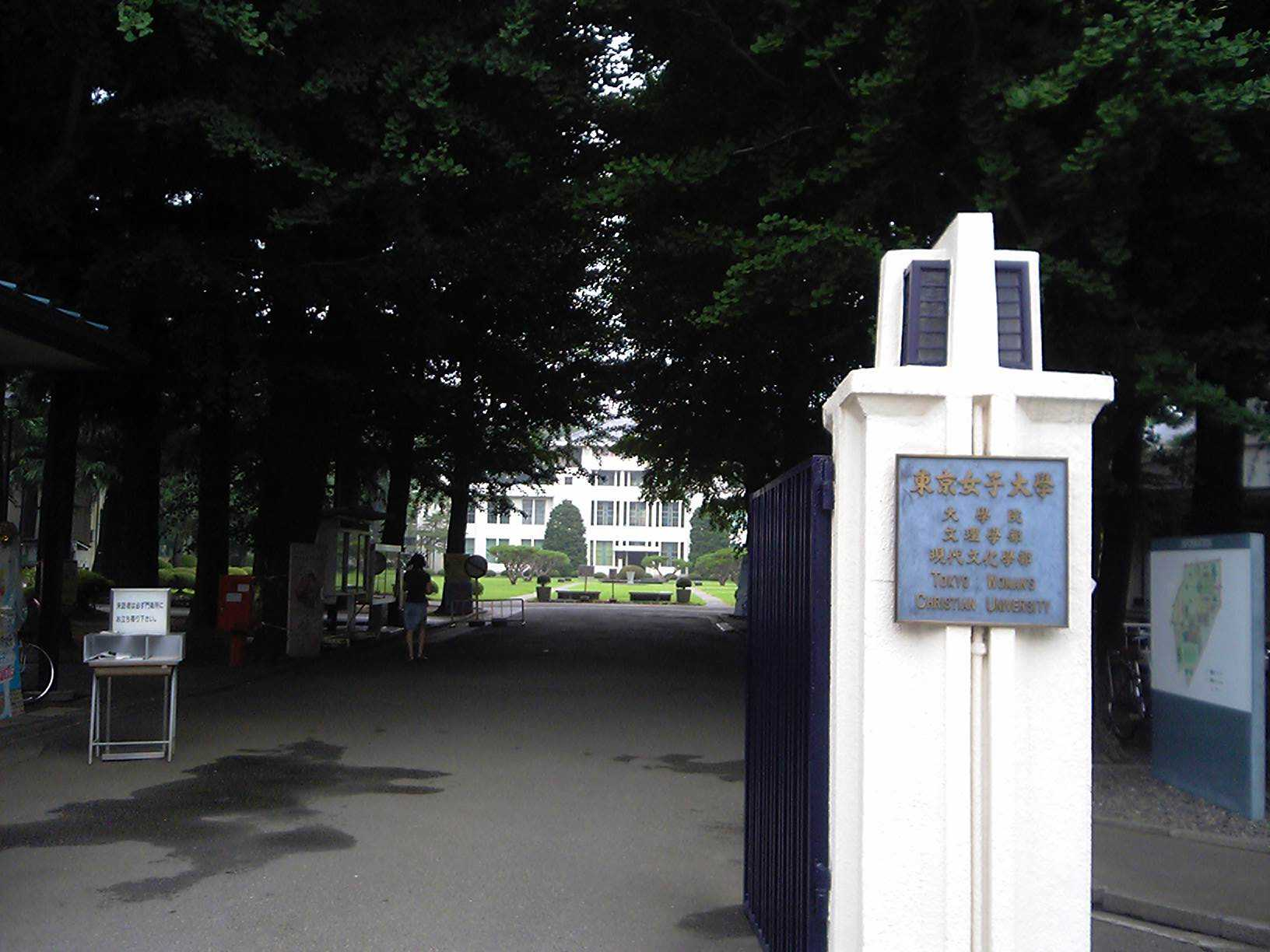
女子美術大学 杉並キャンパス
- 高千穂大学
- 東京女子大学
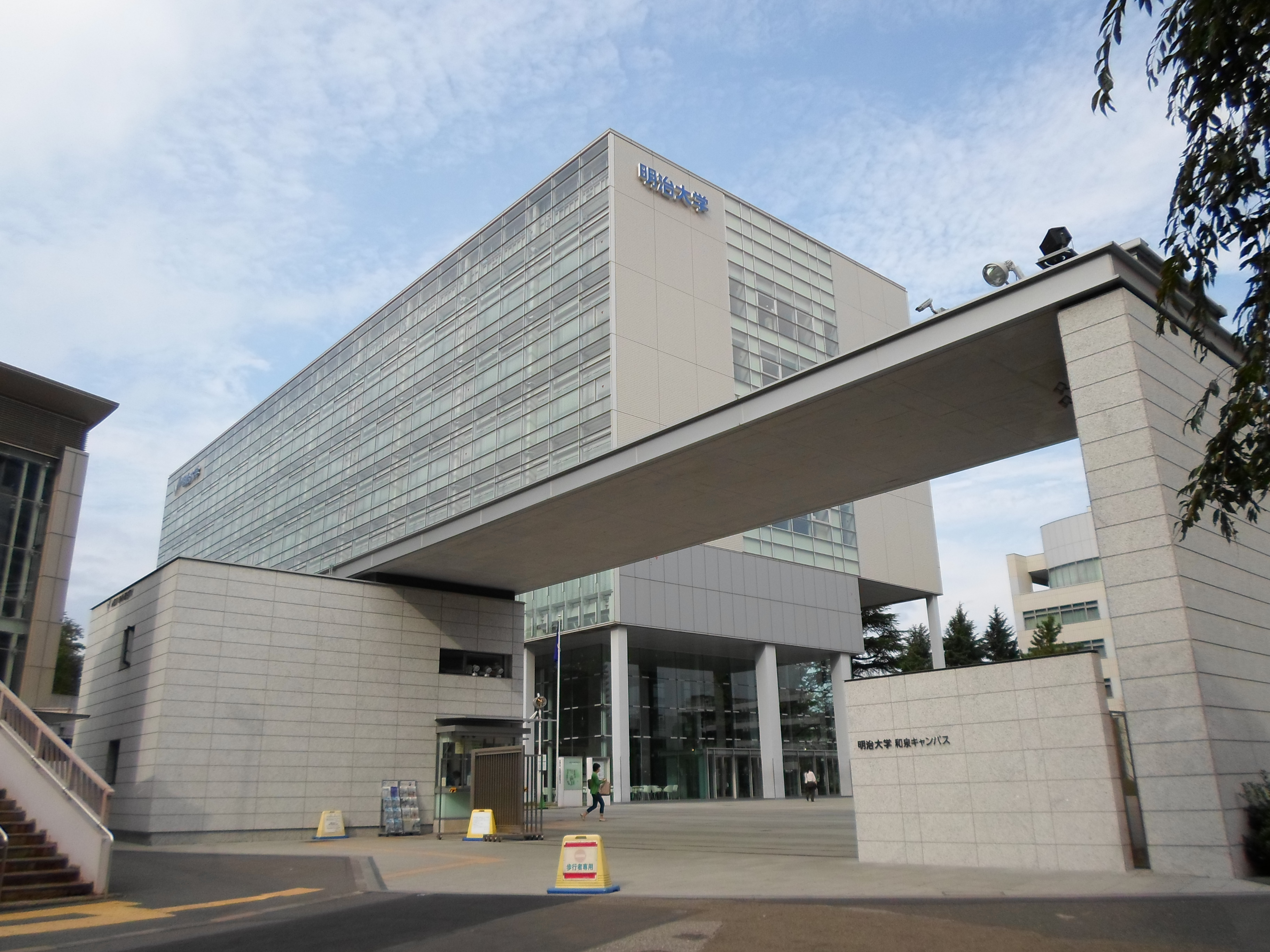
明治大学 和泉キャンパス
- 三育学院大学 東京校舎
- 東京立正短期大学

### 専修学校

#### 専門課程（専門学校）
- 東京保育専門学校
- 阿佐ヶ谷美術専門学校
- 学校法人立志舎
  - 専門学校日本鉄道&スポーツビジネスカレッジ
  - 東京IT会計専門学校杉並校
  - 東京法律専門学校杉並校
  - 日本動物専門学校

#### 高等課程（高等専修学校）
- 野田鎌田学園杉並高等専修学校

### 高等学校

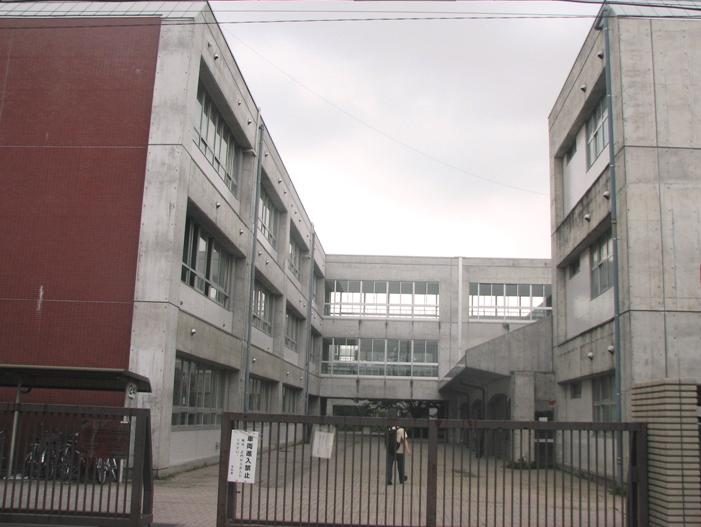
西高等学校

公立
- 東京都立西高等学校
- 東京都立杉並高等学校
- 東京都立杉並総合高等学校
- 東京都立杉並工科高等学校
- 東京都立荻窪高等学校
- 東京都立豊多摩高等学校
- 東京都立農芸高等学校

私立
- 杉並学院高等学校※中高併設
- 光塩女子学院高等科※小中高併設
- 佼成学園高等学校※中高併設
- 國學院大學久我山高等学校※中高併設
- 女子美術大学付属高等学校※中高併設
- 専修大学附属高等学校
- 中央大学杉並高等学校
- 東京立正高等学校※中高併設
- 日本大学第二高等学校※中高併設
- 日本大学鶴ヶ丘高等学校
- 文化学園大学杉並高等学校※中高併設
- 立教女学院高等学校※小中高併設

### 小中一貫校
- 杉並区立小中一貫教育校高円寺学園
  - 杉並区立高円寺小学校
  - 杉並区立高円寺中学校
- 杉並区立杉並和泉学園

### 中学校
区立
- 杉並区立高円寺中学校
- 杉並区立高南中学校
- 杉並区立杉森中学校
- 杉並区立阿佐ヶ谷中学校
- 杉並区立東田中学校
- 杉並区立松溪中学校
- 杉並区立天沼中学校
- 杉並区立東原中学校
- 杉並区立中瀬中学校
- 杉並区立井荻中学校
- 杉並区立井草中学校
- 杉並区立荻窪中学校
- 杉並区立神明中学校
- 杉並区立宮前中学校
- 杉並区立富士見丘中学校
- 杉並区立高井戸中学校
- 杉並区立向陽中学校
- 杉並区立松ノ木中学校
- 杉並区立大宮中学校
- 杉並区立泉南中学校
- 杉並区立和田中学校
- 杉並区立西宮中学校

私立
- 光塩女子学院中等科※小中高併設
- 佼成学園中学校※中高併設
- 國學院大學久我山中学校※中高併設
- 女子美術大学付属中学校※中高併設
- 杉並学院中学校※中高併設
- 東京立正中学校※中高併設
- 日本大学第二中学校※中高併設
- 文化学園大学杉並中学校※中高併設
- 立教女学院中学校※小中高併設

### 小学校
区立
- 杉並区立杉並第一小学校
- 杉並区立杉並第二小学校
- 杉並区立杉並第三小学校
- 杉並区立天沼小学校
- 杉並区立杉並第六小学校
- 杉並区立杉並第七小学校
- 杉並区立杉並第九小学校
- 杉並区立杉並第十小学校
- 杉並区立西田小学校
- 杉並区立東田小学校
- 杉並区立馬橋小学校
- 杉並区立桃井第一小学校
- 杉並区立桃井第二小学校
- 杉並区立桃井第三小学校
- 杉並区立桃井第四小学校
- 杉並区立桃井第五小学校
- 杉並区立四宮小学校
- 杉並区立荻窪小学校
- 杉並区立井荻小学校
- 杉並区立沓掛小学校
- 杉並区立高井戸小学校
- 杉並区立高井戸第二小学校
- 杉並区立高井戸第三小学校
- 杉並区立高井戸第四小学校
- 杉並区立松庵小学校
- 杉並区立浜田山小学校
- 杉並区立富士見丘小学校
- 杉並区立大宮小学校
- 杉並区立堀之内小学校
- 杉並区立和田小学校
- 杉並区立方南小学校
- 杉並区立永福小学校
- 杉並区立済美小学校
- 杉並区立八成小学校
- 杉並区立三谷小学校
- 杉並区立松ノ木小学校
- 杉並区立高井戸東小学校
- 杉並区立久我山小学校
- 杉並区立高円寺小学校

私立
- 光塩女子学院初等科
- 立教女学院小学校

### 特別支援学校
- 杉並区立済美養護学校
- 都立大塚ろう学校永福分教室
- 中央ろう学校
- 都立永福学園

### 文部科学省認可外の教育施設
- 救世軍士官学校

## 病院
区内救急指定病院
- 荻窪病院 - 今川三丁目1番24号
- 河北総合病院 - 阿佐谷北一丁目7番3号
- 東京衛生アドベンチスト病院 - 天沼三丁目17番3号
- 杏林大学杉並病院 - 和田二丁目25番1号
- 清川病院 - 阿佐谷南二丁目31番12号
- 山中病院 - 西荻南二丁目25番17号
- 城西病院 - 上荻二丁目42番11号
- 樺島病院 - 浜田山四丁目1番8号
- ニューハート・ワタナベ国際病院 - 浜田山三丁目19番11号

## 交通

### 鉄道
東日本旅客鉄道（JR東日本）
-   中央本線（中央線快速、中央・総武緩行線）
  - 高円寺駅 - 阿佐ケ谷駅 - 荻窪駅 - 西荻窪駅
  - ※土休日の快速電車は荻窪以外の3駅を通過する。

京王電鉄
-  京王線
  - 八幡山駅
  - このほか、下高井戸駅 - 桜上水駅間で区内を通過している。

-  井の頭線
  - 永福町駅 - 西永福駅 - 浜田山駅 - 高井戸駅 - 富士見ヶ丘駅 - 久我山駅

西武鉄道
-  新宿線
  - 下井草駅 - 井荻駅 - 上井草駅

東京地下鉄（東京メトロ）
-   丸ノ内線
  - 方南町駅

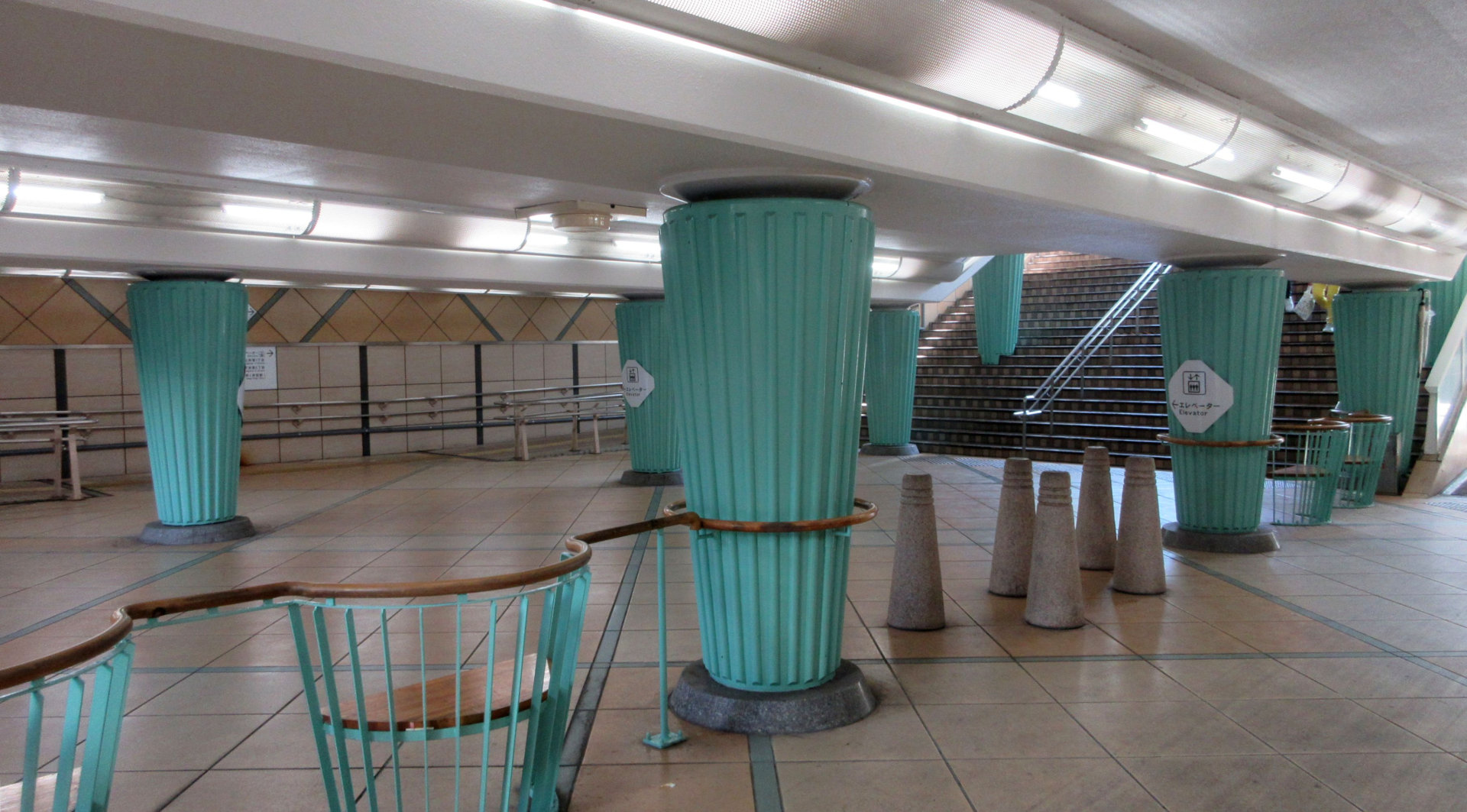
井荻駅地下通路

  - 東高円寺駅 - 新高円寺駅 - 南阿佐ケ谷駅 - 荻窪駅

### 道路
- 東京外環自動車道（建設中）
- 甲州街道（国道20号）

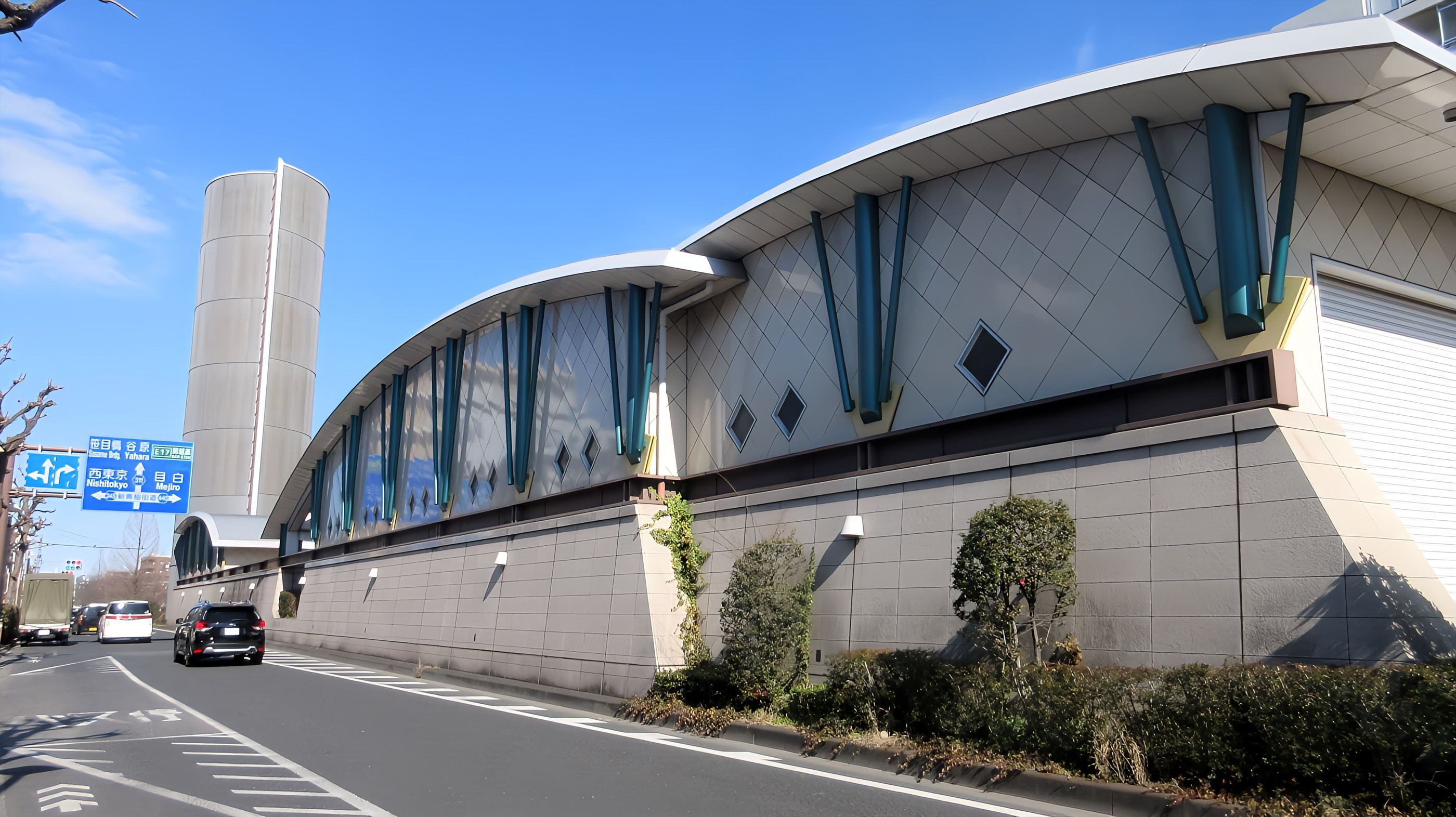
換気塔と換気施設(環八通り)

- 青梅街道（東京都道4号東京所沢線・東京都道5号新宿青梅線）
- 五日市街道（東京都道7号杉並あきる野線）

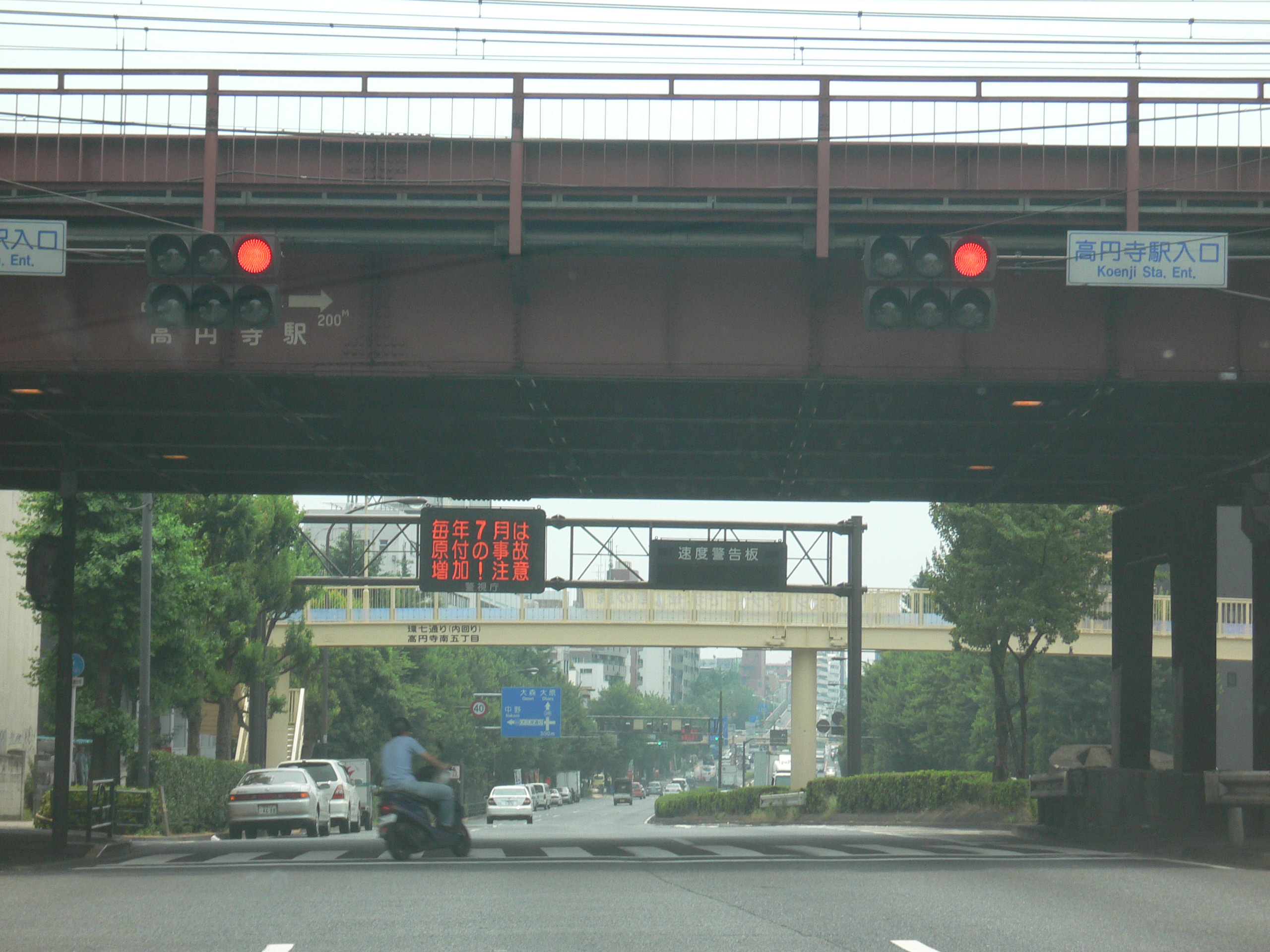
方南通り、人見街道（東京都道14号新宿国立線）
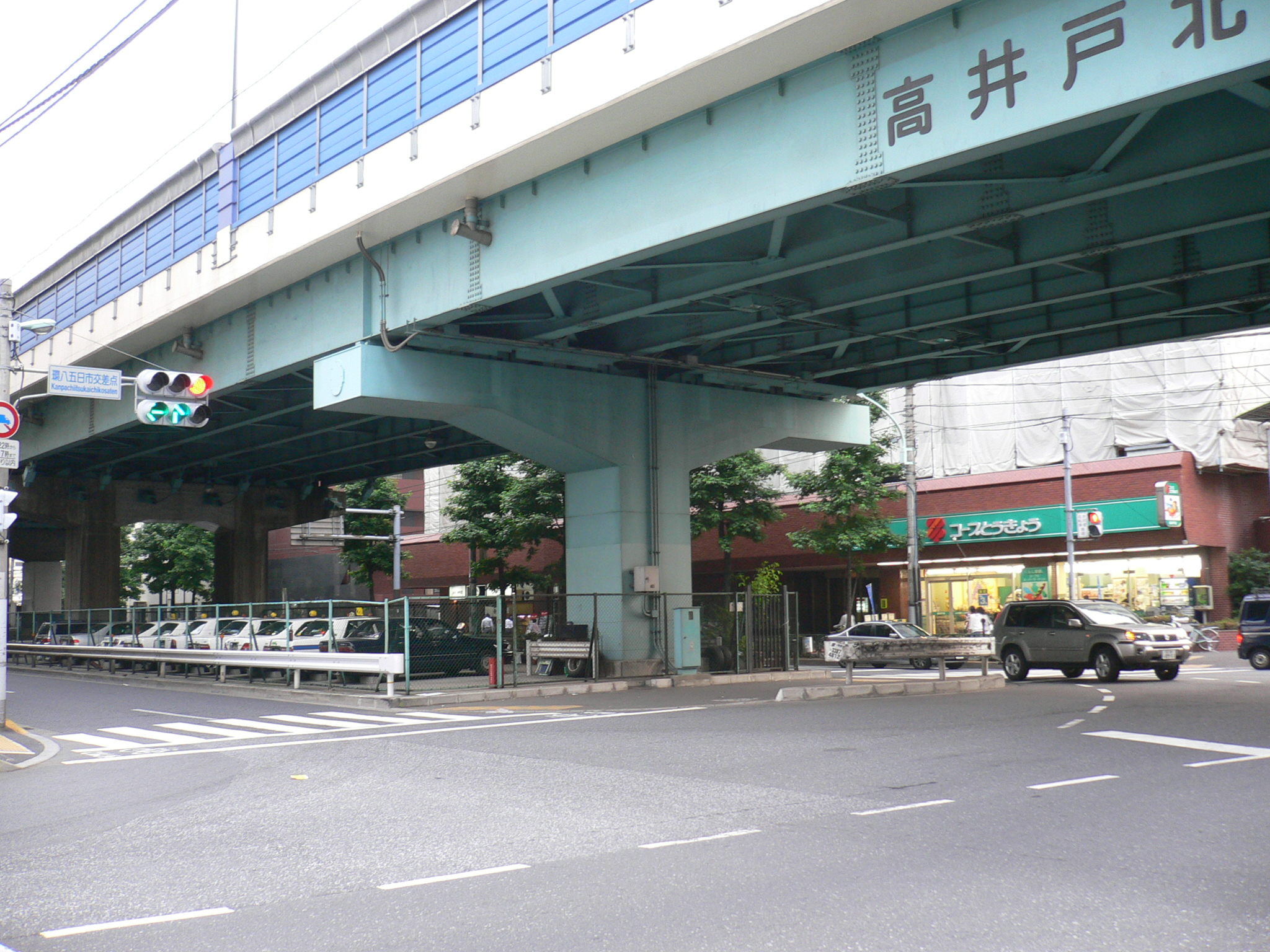
早稲田通り（東京都道25号飯田橋石神井新座線・東京都道438号向井町新町線）
- 旧早稲田通り（東京都道25号飯田橋石神井新座線）
- 女子大通り（東京都道113号杉並武蔵野線）
- 新青梅街道（東京都道245号杉並田無線・東京都道440号落合井草線）
- 環八通り（東京都道311号環状八号線）
- 環七通り（東京都道318号環状七号線）
- 井ノ頭通り（東京都道413号赤坂杉並線・東京都道7号杉並あきる野線）
- 中杉通り、永福通り、松ノ木八幡通り（東京都道427号瀬田貫井線）
- 荒玉水道道路（東京都道428号高円寺砧浄水場線）
- 水道道路（東京都道431号角筈和泉町線）
- 大久保通り（東京都道433号神楽坂高円寺線）
- 千川通り（東京都道439号椎名町上石神井線）

### バス路線

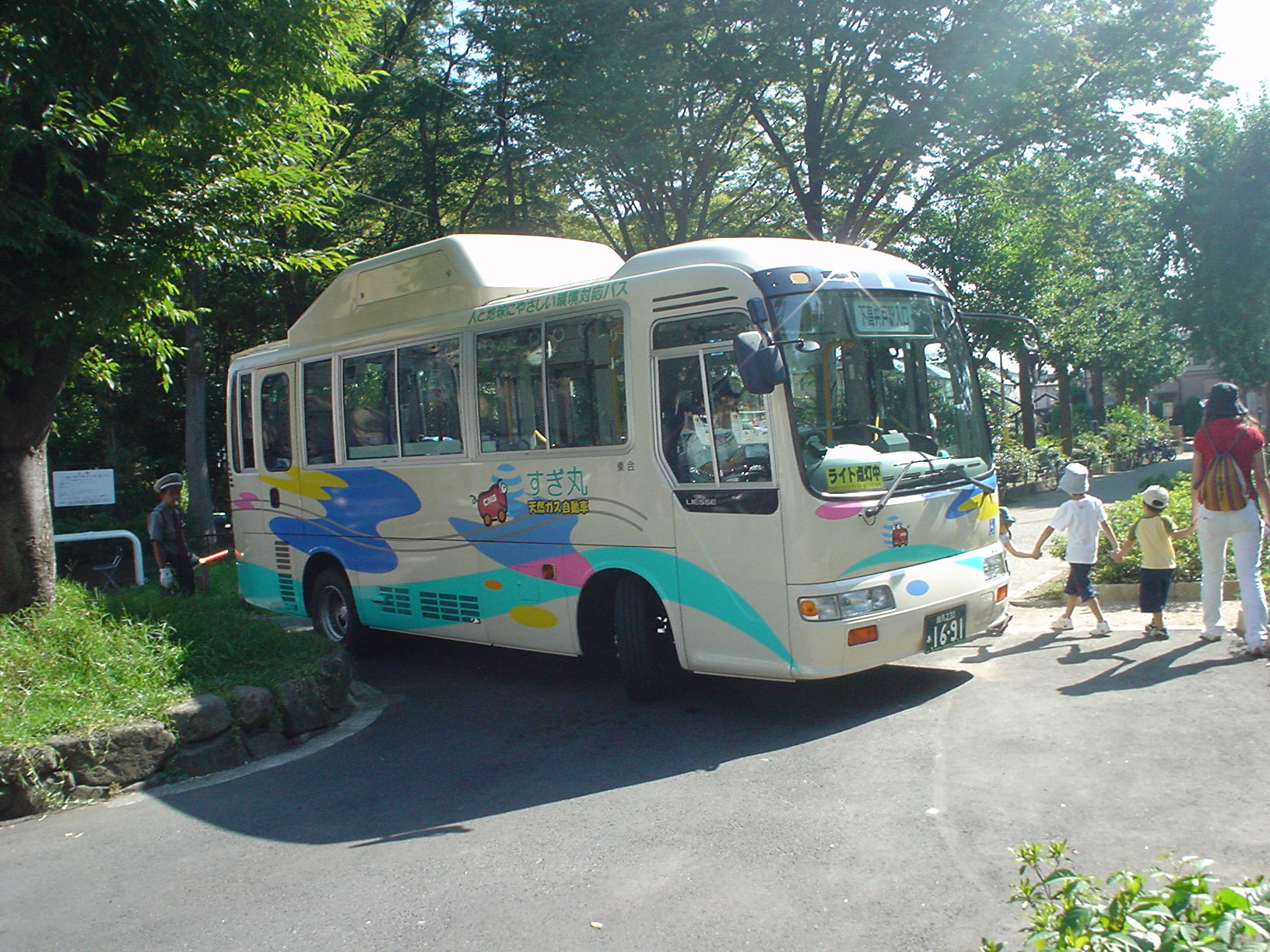
コミュニティバス『すぎ丸』

- 京王バス
  - 永福町営業所
  - 中野営業所（中野区）
- 関東バス
  - 阿佐谷営業所
  - 五日市街道営業所
- 都営バス
  - 小滝橋営業所杉並支所
- 西武バス
  - 上石神井営業所（練馬区）
- 国際興業バス
  - 赤羽営業所（北区）
- コミュニティバス「すぎ丸」
  - 京王バスと関東バスによる運行

## 名所・旧跡

### 公園

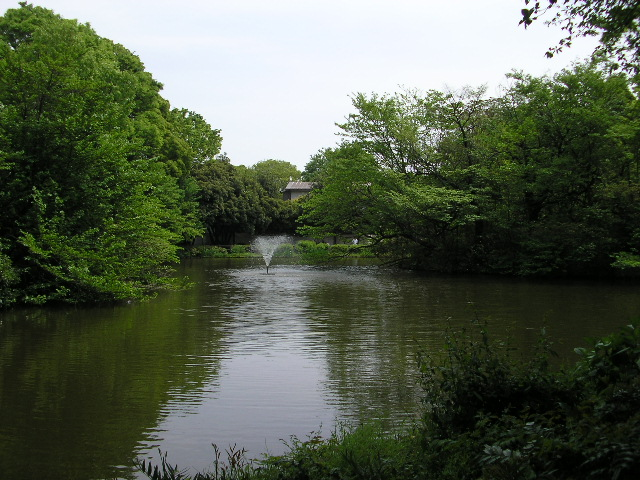
和田堀公園
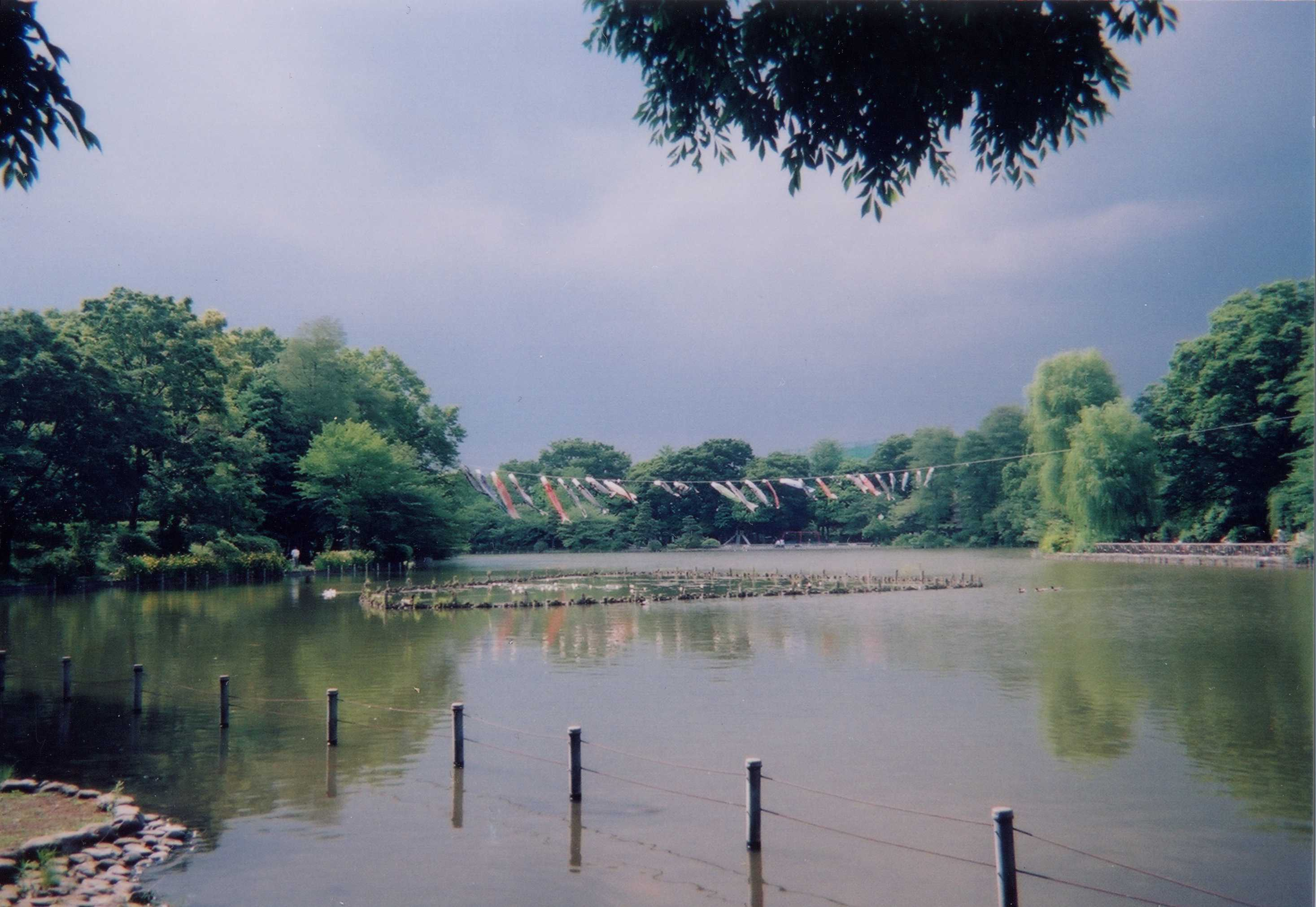
善福寺川緑地
- 善福寺公園
- 蚕糸の森公園
- 井草森公園
- 妙正寺公園
- 天沼弁天池公園
- 馬橋公園
- 大田黒公園 - 大田黒元雄邸の寄贈を受けて改修したもの。
- 杉並区立角川庭園 - 角川源義邸の寄贈を受けて改修したもの。
- 桃井原っぱ公園
- 知る区ロード#オアシス
- 下高井戸おおぞら公園 - 東京電力総合グラウンドを買収の上再整備。

### 神社

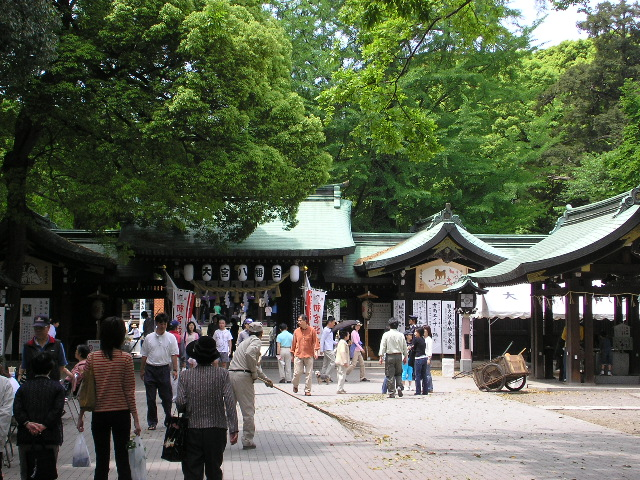
大宮八幡宮 - 大宮にある。「東京のへそ」の異名を持つ。安産・子育ての神様として知られる。境内の広さのは区内随一である。
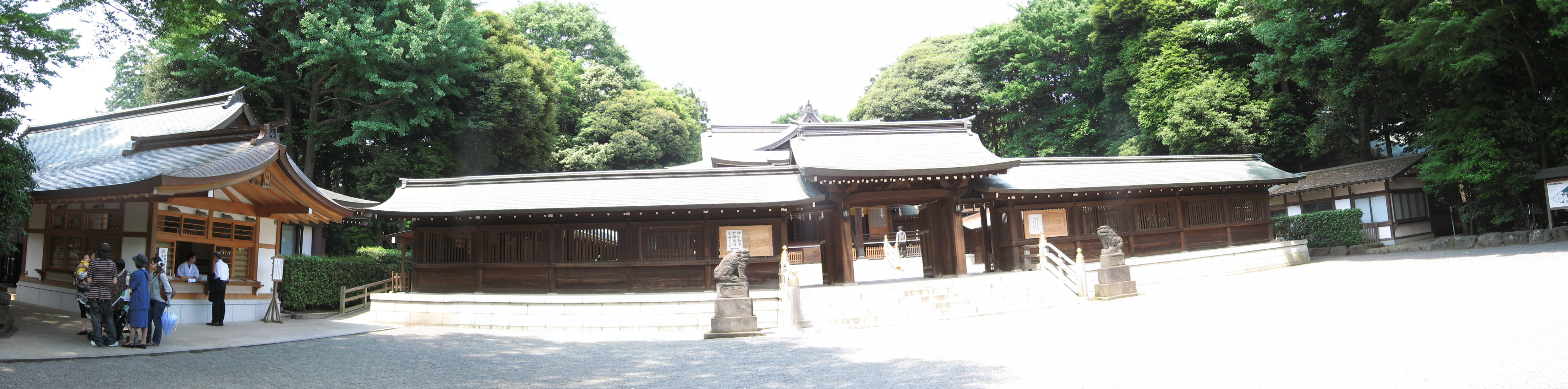
井草八幡宮 - 善福寺にある。旧井草村の鎮守。
- 高円寺氷川神社 - 高円寺南。日本で唯一の気象神社が境内にある。
- 高円寺天祖神社 - 高円寺南にある。
- 馬橋稲荷神社 - 阿佐谷南にある。
- 堀ノ内熊野神社 - 堀ノ内にある。
- 和泉熊野神社 - 和泉にある。境外末社の貴船神社には現在はかれているが泉が湧き出ており、これが現在の「和泉」地名の由来とされている。
- 永福稲荷神社 - 永福にある。
- 下高井戸浜田山八幡神社 - 下高井戸にある。
- 第六天神社 - 上高井戸にある。
- 久我山稲荷神社 - 久我山にある。
- 春日神社 - 宮前にある。当地の地名「宮前」の由来ともいわれている。
- 西高井戸松庵稲荷神社 - 松庵にある。
- 神明天祖神社 - 南荻窪にある。
- 成宗白山神社 - 成田東にある。
- 田端神社 - 荻窪にある。
- 尾崎熊野神社 - 成田西にある。
- 須賀神社 - 成田東にある。
- 阿佐ヶ谷神明宮 - 阿佐谷北にある。阿佐谷神明宮。阿佐ヶ谷村の鎮守。
- 天沼熊野神社 - 天沼にある。
- 天沼八幡神社 - 天沼にある。
- 本天沼稲荷神社 - 本天沼にある。
- 荻窪白山神社 - 上荻にある。
- 荻窪八幡神社 - 上荻にある。
- 中瀬天祖神社 - 清水にある。
- 市杵嶋神社 - 善福寺公園内・善福寺池の小島にまつられている。

### 寺院

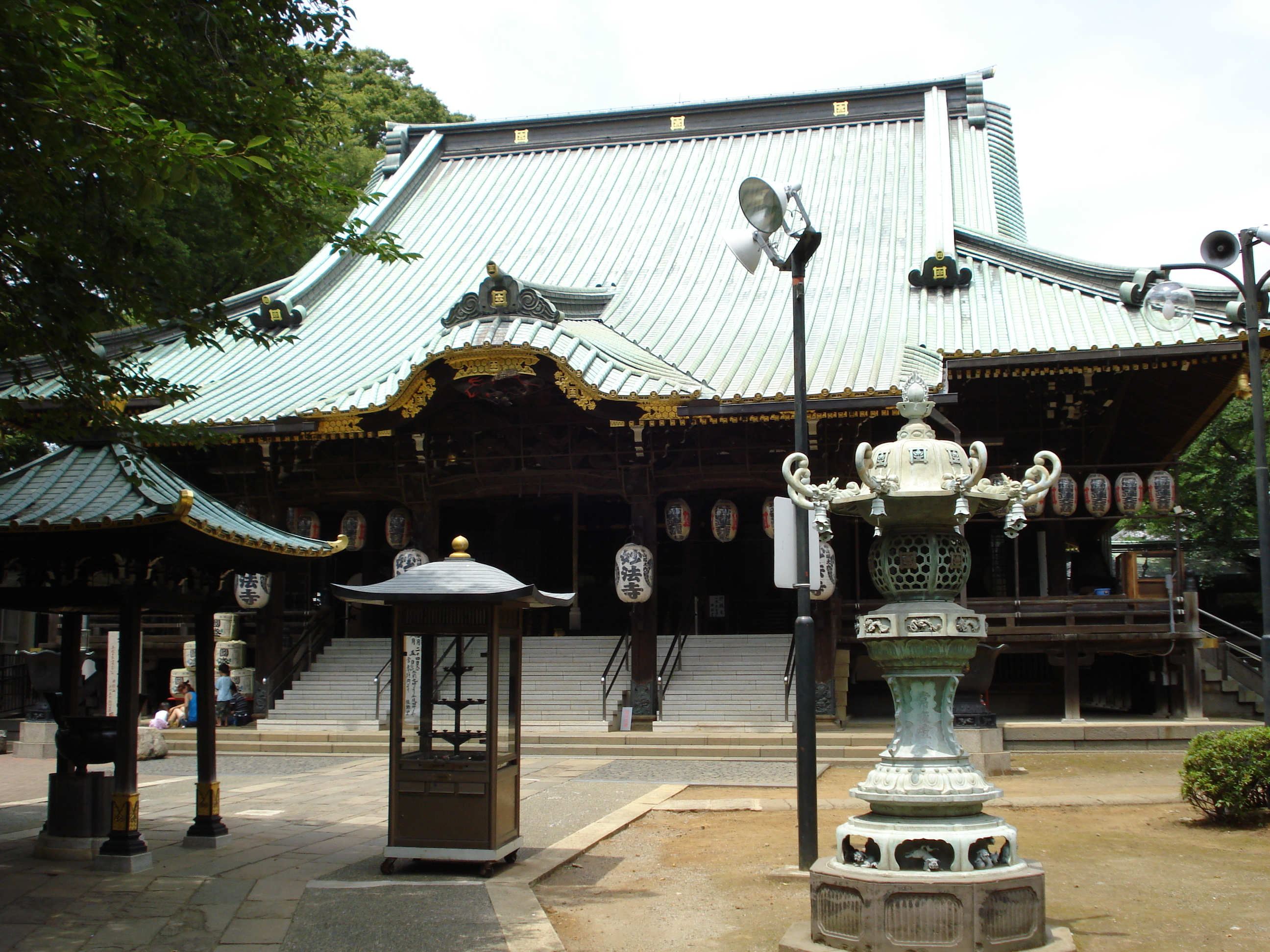
妙法寺
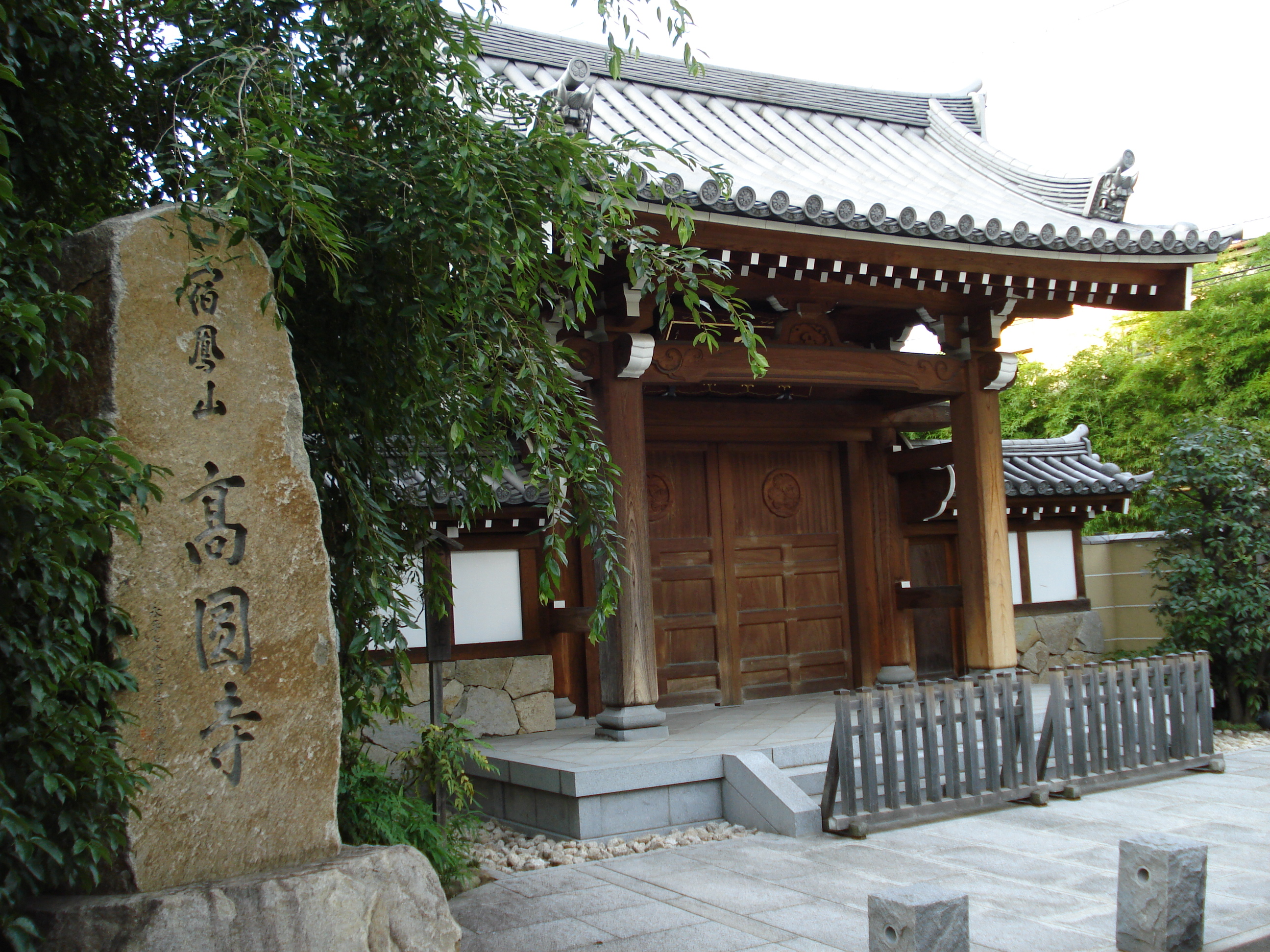
高円寺

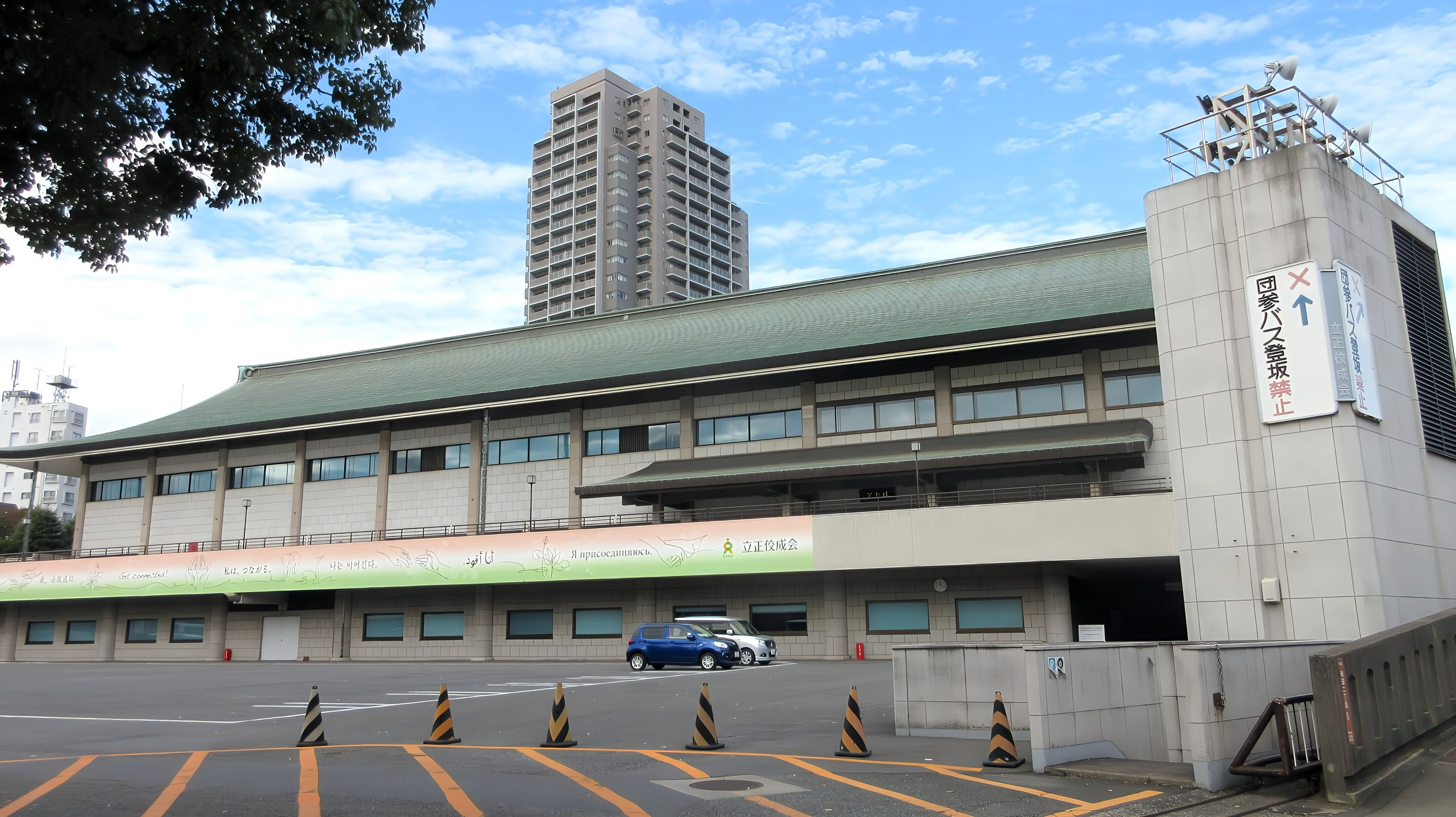
立正佼成会・法輪閣
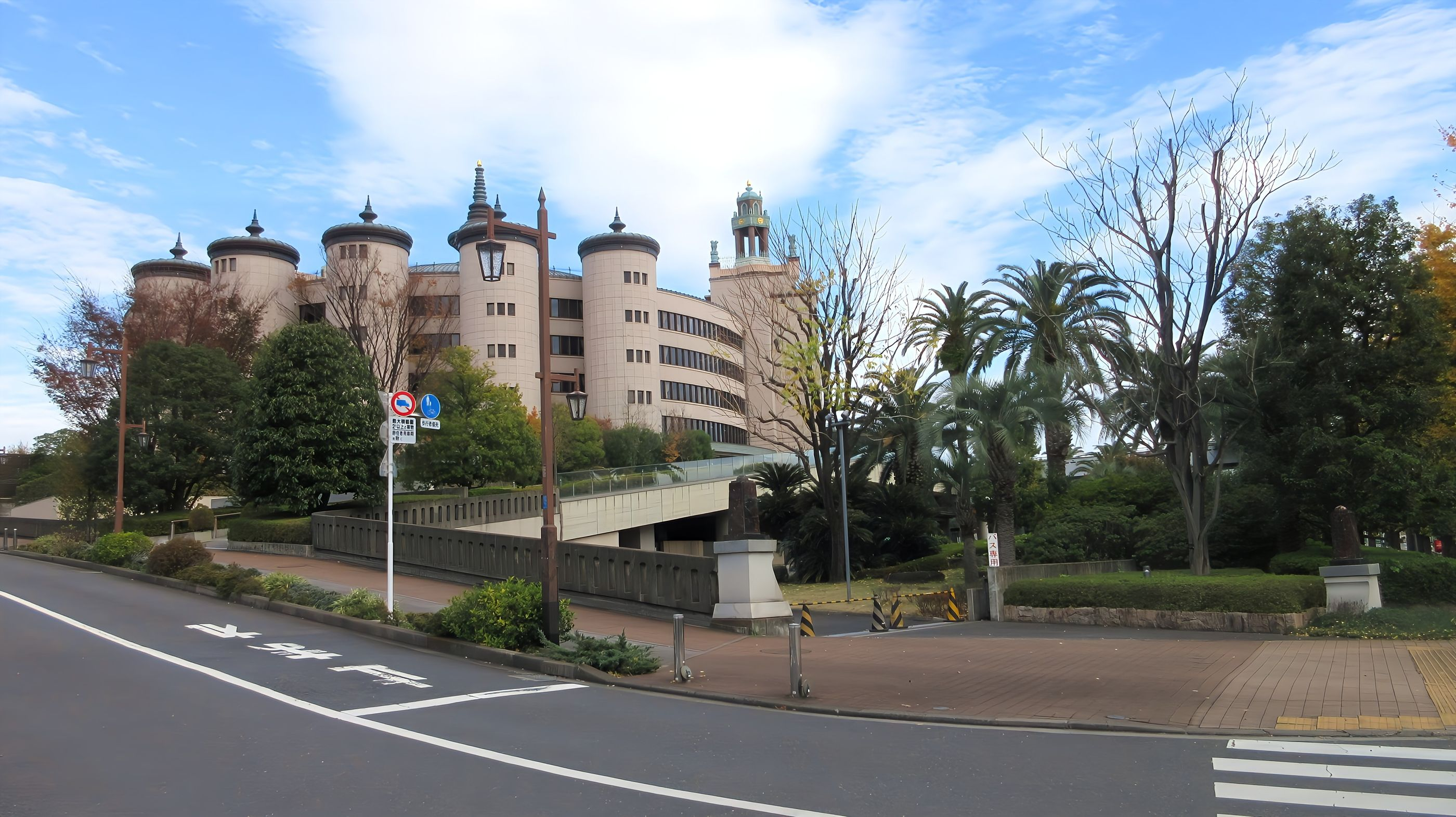
立正佼成会・大聖堂

- 妙法寺 - 堀ノ内にある。「厄よけ祖師」（おそっさん）で知られる。
- 観泉寺 - 今川にある。今川家の菩提寺。（今川の地名の由来にもなっている）境内にある今川家墓所は都指定旧跡。
- 妙正寺 - 清水にある。付近にある妙正寺池や妙正寺川はこの寺院に由来する。
- 高円寺 - 高円寺南にある。「高円寺」の地名の由来にもなった徳川家ゆかりの名刹。
- 真盛寺 - 梅里にある。三井家の菩提寺。
- 光明院 - 上荻にある。「荻窪」の地名の由来にもなった寺院。
- 大圓寺 - 和泉にある。薩摩藩島津家の江戸での菩提所。
- 立正佼成会 - 本部は和田二丁目11番1号にある。

## 文化・スポーツ施設

### 文化施設
- 杉並区立図書館
  - 中央図書館
  - 柿木図書館
  - 宮前図書館
  - 永福図書館
  - 高円寺図書館
  - 成田図書館
  - 西荻図書館
  - 阿佐谷図書館
  - 南荻窪図書館
  - 下井草図書館

- - 高井戸図書館
  - 方南図書館
  - 今川図書館
  - 高井戸地域区民センター図書室
  - 和田図書サービスコーナー
  - 高円寺駅前図書サービスコーナー
- 杉並区立郷土博物館
- 杉並公会堂
- 座・高円寺
- セシオン杉並

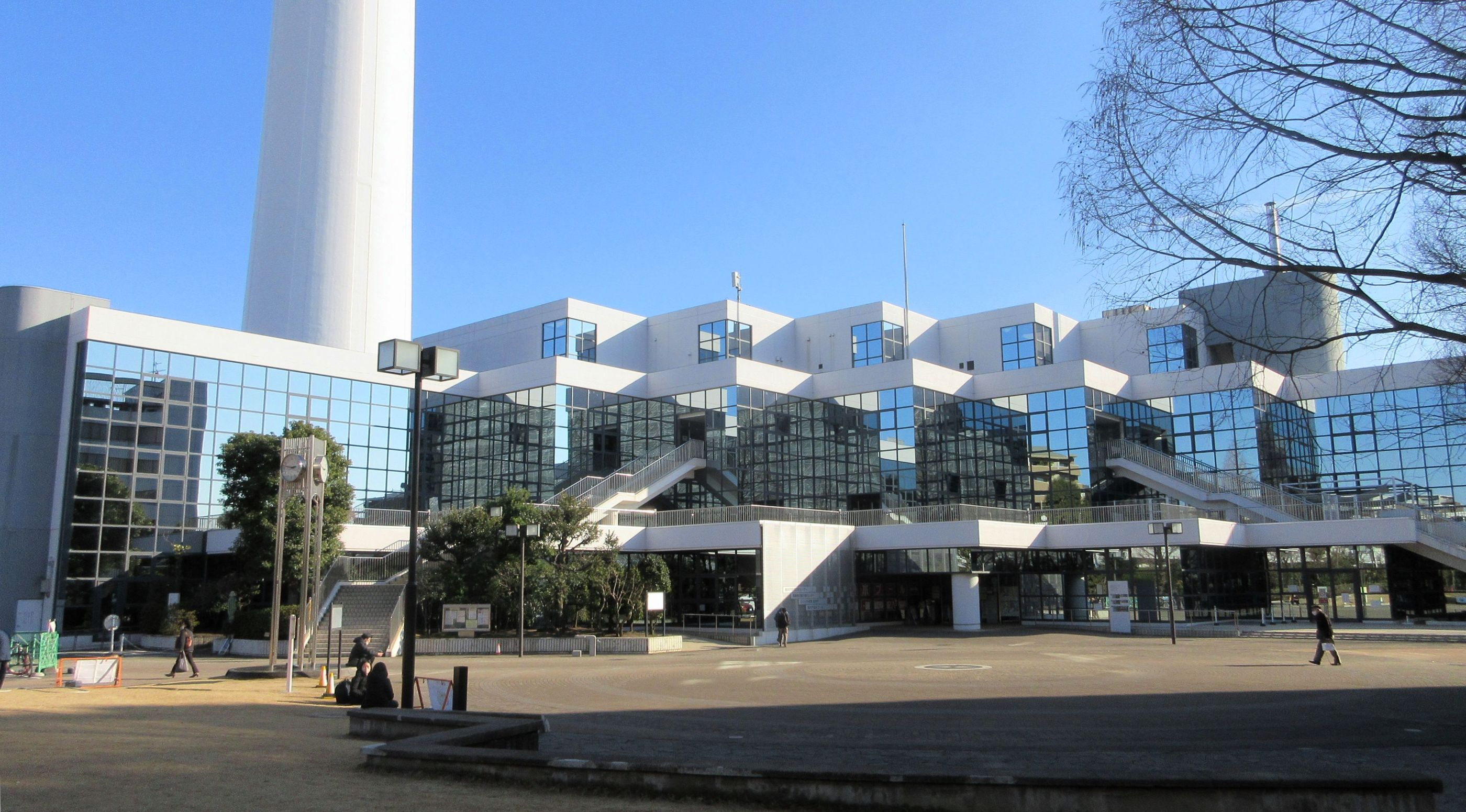
高井戸地域区民センター

- 杉並アニメーションミュージアム（さよなら、みどりが池）
- すぎなみ詩歌館 - 旧角川源義邸の敷地内に存在。
- 東京ごみ戦争歴史みらい館 - 杉並清掃工場内にある。

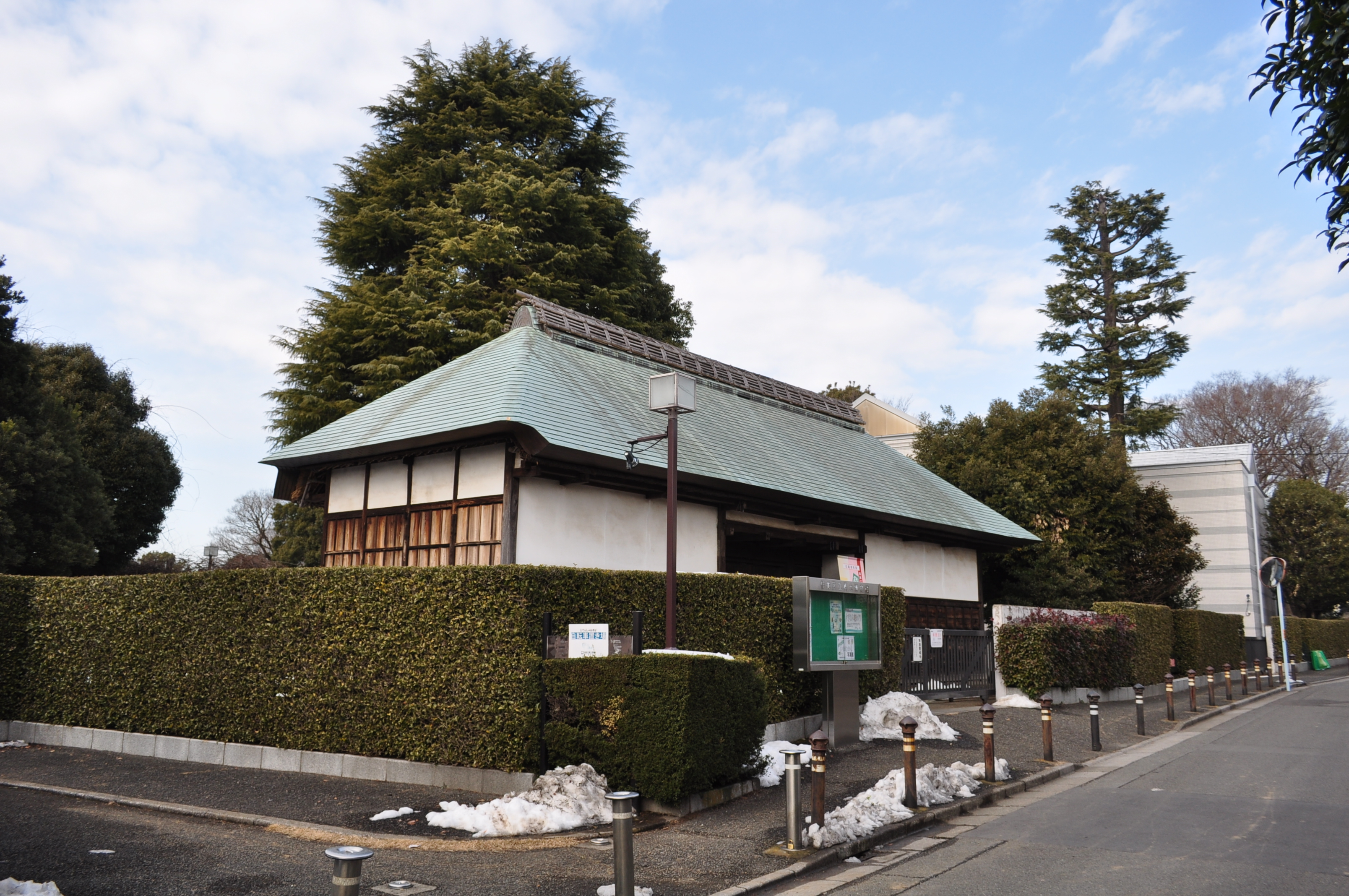
杉並区立郷土博物館（2018年1月29日撮影）
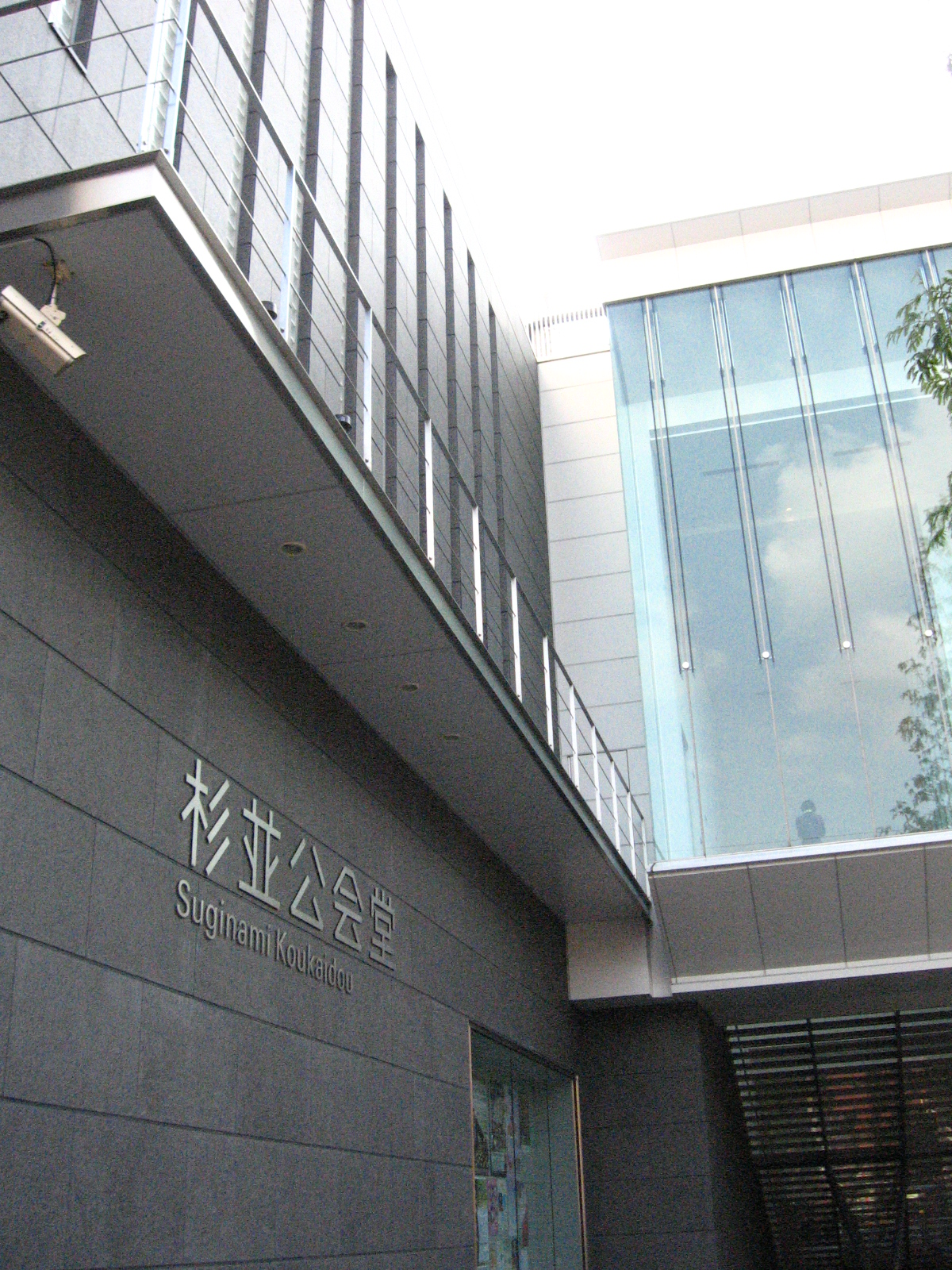
杉並公会堂

### スポーツ施設など
- 上井草スポーツセンター
- 荻窪体育館
- 大宮前体育館
- バタフライ卓球道場（卓球・阿佐谷南）
- 芝田山部屋（相撲・高井戸東）
- 白井・具志堅スポーツジム（ボクシング・永福）
- 輪島功一スポーツジム（ボクシング・西荻南）
- U.W.F.スネークピットジャパン（総合格闘技・高円寺北）

## 文化団体・スポーツチーム

### 音楽関連団体
- 杉並ウインドハーモニーアンサンブル
- 杉並オラトリオ合唱団
- 杉並区民吹奏楽団
- 杉並混声合唱団
- 杉並児童合唱団 - 全国的に有名な合唱団。アニメやCMの歌の録音も多数。1964年に設立。杉並区立桃井第三小学校の合唱クラブが発展。
- 日本フィルハーモニー交響楽団 - 杉並区と友好提携を1994年に締結。
- 杉並フィルハーモニー管弦楽団
- 武蔵台ウインドオーケストラ

### 演劇関連団体
- 劇場創造ネットワーク - 成田西。座・高円寺の指定管理者。
- 日本劇作家協会 - 高円寺北。

### スポーツチーム
- 東京セネタース・翼軍 - 戦前に存在したプロ野球チーム。上井草球場 を本拠地としていた。
- 早稲田大学ラグビー蹴球部 - ラグビーチーム。早大上井草グラウンドの敷地内に寮がある。

### 過去に所在した主な文化団体
- 劇団若草 - 西荻南にあり、長年に亘り名子役を次々と輩出した名門だが、2013年に中野区南台3丁目に移転。その後経営が悪化し、2019年1月23日に東京地裁により破産開始決定[18]。

## 住宅

### 大規模マンション
- グランドメゾン杉並シーズン
- ドレッセ久我山
- in the park 荻窪サウステラス・シーズンテラス
- プラウドシティ阿佐ヶ谷
- パークシティ浜田山
- インザパーク荻窪サウステラス・シーズンテラス
- ファミールグラン高井戸デュープレックス
- シティテラス杉並方南町
- パークシティ杉並
- シティテラス荻窪
- ライオンズ浜田山セントマークス
- 高井戸パークハウス
- グランノア杉並上井草
- クリオレミントンハウス阿佐ヶ谷
- パークホームズ杉並和泉ザレジデンス
- ベリスタ高井戸駅前
- パークホームズ高井戸グランファステール
- ブライズ方南町
- シティテラス西荻窪
- シャトレ明大前
- エクセル荻窪西
- ジオ杉並高井戸
- 方南町コーポピアネーズ
- パレロワイヤル杉並
- メゾン西荻
- プラウド杉並和田
- パークハウス阿佐ヶ谷レジデンス
- グローリオ南阿佐ヶ谷
- プレステージ浜田山ジヴェルニー
- ザ・パークハウス杉並和田
- エクセリア桜上水
- インザパーク荻窪マスターズハウス
- パークハウス杉並高井戸
- プラザローヤル
- シティーテラス荻窪ブリーズコート
- パークハウス阿佐ケ谷レジデンス
- プレサンスロジェ荻窪桃井ザ・パーク
- プレステージ浜田山ジルヴェニー
- グローリア荻窪
- ライオンズステージ下高井戸
- プラウド南阿佐ヶ谷

## 著名な出身者・居住者

### 杉並区名誉区民
2023年1月現在、14名の名誉区民がいる。区役所のホール正面にコーナーが設けられが掲載され、略歴を記載され顕彰を受けている。
1. 小柴昌俊 - 物理学者／ノーベル物理学賞
2. 山彦節子 - 浄瑠璃奏者／人間国宝
3. 22世 金春惣右衛門 - 能楽師（囃子方）／人間国宝
4. 安福建雄 -  能楽師（囃子方）／人間国宝
5. 佐々木苑子 - 染織作家／人間国宝
6. 石井桃子 - 児童文学者
7. 遠藤実 - 作曲家／国民栄誉賞
8. 速水融 - 経済学者／文化勲章
9. 四世 山本東次郎則壽 - 能楽師（狂言方）／人間国宝
10. 野村幻雪 - 能楽師（シテ方）／人間国宝
11. 芝祐靖 - 雅楽演奏家／人間国宝
12. 近藤淳 - 物理学者／文化勲章
13. 久保田淳 - 日本文学者／文化勲章
14. 別府輝彦 - 応用微生物学研究者／文化勲章

### 政治
- 海江田万里 - 衆議院議員。元経済財政・科学技術・宇宙開発各担当大臣、経済産業大臣、立憲民主党最高顧問
- 服部征夫 - 台東区長。元台東区議会議員、元東京都議会議員。出生地は埼玉県羽生市。小学校を入学から卒業までを荻窪で育った。
- 野田毅 - 衆議院議員。元自治大臣・国家公安委員会委員長、建設大臣
- 脇雅史 - 参議院議員
- 小野正弘 - 最高検察庁検事
- 田中良 - 政治家、東京都杉並区長。
- 吉川貴盛 - 衆議院議員
- 吉野良彦 - 官僚

### 経済
- 小椋一宏 - HENNGE創業者・社長兼CTO
- 葛西敬之 -元JR東海社長、会長、名誉会長
- 木村弘毅 - ゲームプロデューサー、ミクシィ代表取締役社長
- 坂本秀行 - 日産自動車取締役副社長、ジヤトコ取締役会長、自動車技術会会長
- 佐藤充孝 - 共立メンテナンス取締役相談役、元同代表取締役社長、ヨンドシーホールディングス取締役
- 橋本眞幸 - SUMCO代表取締役会長兼CEO
- 日枝久 - フジテレビジョン代表取締役会長
- 渡邉恒雄 - 読売新聞グループ本社代表取締役会長、読売ジャイアンツ会長
- 佐田展隆 - 株式会社佐田（オーダースーツSADA）代表取締役社長
- 中井川俊一 - エイチ・エス証券社長、アスコット会長

### 文化・芸術
- 阿刀田高 - 小説家
- 天笠啓祐 - ジャーナリスト
- 有吉玉青 - 小説家・随筆家
- 泉麻人 - コラムニスト
- 板井れんたろう - 漫画家（出生地は兵庫県芦屋市）
- 井上トシユキ - ジャーナリスト、在住。
- 岩崎工 - 作曲家
- 植田信 - 写真家
- 宇野実彩子 - 歌手、作詞家、プロデューサー[19]
- 江川紹子 - ジャーナリスト
- 加藤直之 - イラストレーター、在住。
- 金子卓義 - 書家
- 川本三郎 - 評論家
- 岸田衿子 - 詩人、童話作家
- 北原進 - 歴史学者
- 切通理作 - 評論家
- 桐山光侍 - 漫画家
- 桐山襲 - 小説家
- キン・シオタニ - イラストレーター
- 久世光彦 - 演出家、テレビプロデューサー
- 黒羽清隆 - 歴史学者、教育者
- 児嶋都 - 漫画家、イラストレーター
- 小暮修三 - 社会学者
- 小林亜星 - 作曲家
- 小林泰三 - 美術史学者、デジタル復元師
- 小林弘隆 - 画家、イラストレーター
- 近藤二郎 - 考古学者
- 斎藤文彦 - 編集者、ジャーナリスト
- 酒井順子 - エッセイスト
- さくまあきら - 作家、ゲームライター
- 佐々木重人 - 会計学者
- 佐藤竜雄 - アニメーション監督
- 佐藤治彦 - 経済評論家
- 篠原敬介 - 作曲家、編曲家、指揮者
- 清水有生 - 脚本家
- 東海林さだお - 漫画家
- 千住博 - 画家
- 千住明 - 作曲家
- 千住真理子 - ヴァイオリニスト
- 大地丙太郎 - アニメーション監督
- 高島雄哉 - SF作家
- 高橋和勧 - 俳優、映画監督
- 高平哲郎 - 編集者
- 立花裕人 - キャスター
- 谷川俊太郎 - 詩人
- 千葉文夫 - フランス文学者
- 冨田勲 - 作曲家、シンセサイザー奏者
- 那須博之 - 映画監督
- 中里融司 - 小説家
- 中島京子 - 小説家
- 中西進 - 国文学者
- 中村正治 - 化学者
- 西炯子 - 漫画家、イラストレーター、在住
- ねじめ正一 - 詩人、高円寺出身。
- 萩原健也 - ギタリスト、編曲家
- 萩原慎一郎 - 歌人
- 橋本治 - 小説家、評論家、随筆家
- 畑中良輔 - バリトン歌手
- 英洋子 - 漫画家
- 半澤孝平 - 詩人
- 一雫ライオン - 小説家、脚本家
- 福田洋介 - 作曲家
- 細川幸一 - 法学者
- 増田れい子 - ジャーナリスト、エッセイスト
- 枡野浩一 - 歌人、詩人、小説家
- 宮崎哲弥 - 評論家、在住。
- 宮崎駿 - アニメーション監督、区内大宮中学校出身。
- 三善晃 - 作曲家
- 三輪彰 - 映画監督
- 湯山玲子 - 著述家・プロデューサー
- 和智正喜 - 小説家

### 芸能
- あおい輝彦 - 初代ジャニーズ
- 阿佐ヶ谷姉妹 - お笑いコンビ
- 一色紗英 - 女優
- L-VOKAL - ミュージシャン
- 大沢真一郎 - 俳優
- 大沢誉志幸 - ミュージシャン。高円寺出身
- 太田光 - お笑いタレント（爆笑問題）。在住
- 太田光代 - 太田光夫人、実業家（タイタン社長）。在住
- 大貫妙子 - ミュージシャン
- 沖野俊太郎 - シンガーソングライター
- 奥森皐月 - 子役
- 小沢昭一 - 俳優、タレント、俳人、エッセイスト、芸能研究者（旧豊多摩郡和田堀町大字和泉）
- 小野ひずる - 元女優
- 春日俊彰 - お笑いタレント（オードリー）。在住
- 片山まり - 1965年ミス・ユニバース日本代表
- 桂小金治 - 落語家、俳優、司会者、タレント
- 角野卓造 - 俳優
- 可愛かずみ - 女優
- 金子飛鳥 - 音楽家
- 菊池風磨 - アイドル（timelesz）
- 岸田今日子 - 女優
- 岸田森 - 俳優
- 木暮武彦 - ロックギタリスト
- キタニタツヤ - シンガーソングライター
- 窪田晴男 - ミュージシャン
- 後藤久美子 - 女優
- 駒沢裕城 - ギタリスト
- 坂上忍 - 俳優、タレント、司会者
- 桜金造 - コメディアン
- 佐藤慶 - 俳優
- 佐藤英夫 - 俳優
- 佐野ひなこ - 女優
- 佐野泰臣 - 俳優
- 沢尻エリカ - 女優
- 澤田かおり - シンガーソングライター
- サンキュータツオ - お笑いタレント（米粒写経、アニメ会）
- 関暁夫 - お笑いタレント（ハローバイバイ）
- 多岐川裕美 - 女優、歌手
- 田中亮一 - 声優
- 谷山浩子 - 歌手
- 長州小力 - お笑いタレント
- 土田一徳 - 俳優（男闘呼組）
- 徳山秀典 - 俳優・歌手
- 中村メイコ - 女優・歌手・タレント
- 夏川かほる - 女優
- 西谷麻糸呂 - 女優、グラビアアイドル
- 野島健児 - 声優
- 橋本潮 - 歌手・声優
- 肥後克広 - お笑いタレント。在住。
- 日高晤郎 - 俳優・声優・ラジオパーソナリティ
- えんそく・ぶう - ミュージシャン。高円寺出身
- 古山憲太郎 - 俳優
- Bro.KORN - ミュージシャン、タレント
- ブラザー・コーン - 歌手・テレビタレント
- 本間千代子 - 歌手・女優
- 前田健 - タレント、お笑い芸人
- 松岡茉優 - 女優
- 松城ゆきの - 歌手、女優
- 松田翔太 - 俳優
- 松田美由紀 - 女優
- 松田龍平 - 俳優
- 松任谷正隆 - 音楽プロデューサー・作曲家・ミュージシャン
- 見上愛 - 女優
- 水沢アリー - タレント
- 南正人 - フォークシンガー
- 森田美勇人 - 俳優、歌手、モデル（元7ORDER）
- 宮内洋 - 俳優
- ゆってぃ - お笑いタレント
- 横山健 - ミュージシャン（Hi-STANDARD）
- 吉沢悠 - 俳優
- 芳根京子 - 女優
- 米川英之 - ギタリスト、歌手（元C-C-B）。在住
- 渡辺菜生子 - 声優
- 伊藤蘭 - 女優（出生地は武蔵野市吉祥寺北町）

### 宝塚歌劇団
- 柚香光 - 元花組トップスター
- 瀬奈じゅん - 元月組トップスター
- 蘭乃はな - 元花組トップ娘役
- 城妃美伶 - 元花組娘役
- すみれ乃麗 - 元宙組娘役
- 夢白あや - 雪組トップ娘役

### スポーツ
- 青木勝利 - 元プロボクサー
- 五十嵐信一 - 元プロ野球選手
- 磯田順子 - 競泳選手
- 庵谷鷹志 - キックボクサー
- 大島康徳 - 元プロ野球選手、元プロ野球監督（日本ハムファイターズ）、在住
- 小川直也 - プロレスラー
- 小川佳純 - サッカー選手（サガン鳥栖）
- 尾亦弘友希 - サッカー選手（アビスパ福岡）
- 北村克哉 - ボディビルダー、元プロレスラー、元アマチュアレスリング選手
- 具志堅用高 - 元プロボクサー、在住
- 田邉草民 - サッカー選手（アビスパ福岡）
- 東海将彦 - パラリンピックのアルペンスキー選手
- 中島健太 - サッカー指導者、元サッカー選手（横河武蔵野FC）
- 野上結貴 - サッカー選手（サンフレッチェ広島）
- 平川香織 - 元フィギュアスケート選手、ボートレーサー
- マック竹田 - プロレスレフェリー、在住
- 南雄太 - サッカー選手（横浜FC）
- 宮井勝成 - 学生野球指導者
- 湯原信光 - プロゴルファー

### 放送
- 佐藤隆輔 - フリーアナウンサー、元NHKアナウンサー
- 雨宮塔子 - フリーアナウンサー、元TBSアナウンサー
- 押阪忍 - 元日本教育テレビアナウンサー
- 加藤隆弘 - 秋田放送社員、元同局アナウンサー
- 久保田光彦 - フリーアナウンサー、WOWOW契約アナウンサー。
- 鈴木崇司 - 日本テレビアナウンサー
- 田淵裕章 - フジテレビアナウンサー。
- 寺島尚正 - 文化放送アナウンサー
- 堂真理子 - テレビ朝日アナウンサー
- 平井直子 - テレビ岩手社員、元同局アナウンサー
- 奥寺健 - フジテレビアナウンサー
- 北澤咲弥花 - 内科医、毎日放送元アナウンサー
- 奥村奈津美 - フリーアナウンサー、元広島ホームテレビ・東日本放送・NHK広島放送局契約アナウンサー
- 宮澤隆 - TBSアナウンサー
- 大杉君枝 - 日本テレビ元アナウンサー

### その他
- 池田香代子 - 市民活動家、ドイツ文学研究家
- 井出洋介 - プロ雀士
- 牛窪恵 - マーケティングライター、世代・トレンド評論家
- 大畑英俊 - 障害者就労支援専門家
- 北原怜子 - 現在の杉並区に生まれ1950年まで住む。その後は蟻の街の奉仕者として短い生涯を終えた[20]。
- 近衛忠煇 - 日本赤十字社社長 旧五摂家筆頭、荻外荘を所有をしていたが2013年杉並区に売却
- 小山訓久 - 社会事業家
- 田渕正浩 - AV男優、在住（香川県出身）
- にしくん - AV監督、AV男優
- 松嶋クロス - AV監督
- 松本亜璃沙 - AV女優
- 望月カズ - 福祉活動家
- 伊藤滋 - 都市計画家
- 本多信一 - 著述家、コンサルタント

## 杉並に住んだ著名人
- 麻原彰晃 - 熊本県出身オウム真理教教祖、南荻窪
- 有吉佐和子 - 作家、堀ノ内
- 池田香代子 - 市民活動家、ドイツ文学研究家
- 石井桃子 - 児童文学作家・翻訳家、荻窪
- 石川浩司 - ミュージシャン(元たま)、高円寺
- 稲川淳二 - タレント、阿佐ヶ谷
- 井伏鱒二 - 作家、清水
- 宇多田ヒカル - 歌手、宮前
- 江川卓（馬場宏) - ロシア文学者・東工大名誉教授、荻窪
- 海老名弾正 - 本郷教会牧師、同志社総長、高円寺
- 遠藤実 - 作曲家、善福寺
- 大田黒元雄 - 音楽評論家 荻窪
- 葛西敬之 - JR東海会長、JR東海社長、南荻窪
- 春日俊彰 - お笑い芸人（オードリー）、阿佐ヶ谷
- 加藤建夫 - 陸軍少将 加藤隼戦闘隊隊長、阿佐ヶ谷
- 角川源義 - 実業家、荻窪　旧邸宅は杉並区に寄贈され、角川庭園として一般公開されている。
- 上林暁 - 作家、天沼
- 北原白秋 - 詩人、阿佐ヶ谷
- 木村拓哉 - SMAP、成田西
- 郡山総一郎 - イラク人質事件、フリージャーナリスト、高円寺南
- 近衛文麿 - 五摂家筆頭華族・元内閣総理大臣、荻窪
- 小林多喜二 - 作家、阿佐ヶ谷
- 佐藤慶 - 俳優、久我山
- 柴田理恵 - 女優、タレント
- 鈴木俊一 - 元東京都知事、永福
- 貴ノ花利彰 - 大相撲力士・二子山部屋力士、松ノ木
- 貴乃花光司 - 元大相撲力士、松ノ木
- 田河水泡 - 漫画家、荻窪
- 太宰治 - 作家、天沼
- 丹波哲郎 - 俳優 西荻北
- 手塚治虫 - 漫画家、下井草
- 寺山修司 - 詩人、永福町
- 東郷青児 - 画家、久我山
- 戸坂潤 - 哲学者、阿佐ヶ谷
- 富野由悠季 - アニメーション監督
- 中村元 - インド哲学者、久我山
- 野際陽子 - 女優、天沼・成田東
- 花田虎上 - 元大相撲力士（若乃花勝）、松ノ木
- 林家木久扇 - 落語家・画家、荻窪
- 東出昌大 - 俳優、浜田山
- 肥後克広 - タレント・ダチョウ倶楽部、善福寺[21]
- 火野葦平 - 作家、阿佐ヶ谷
- 前田寛治 - 洋画家、天沼
- 松本清張 - 作家、高井戸
- 三木清 - 哲学者、高円寺
- 宮崎駿 - アニメーション監督・漫画家、永福町（現・永福）
- 向田邦子 - 脚本家・小説家、久我山
- 棟方志功 - 板画家、荻窪
- 柳原陽一郎 - ミュージシャン(元たま)、高円寺
- 山下洋輔 - ピアニスト、高円寺・阿佐ヶ谷・荻窪
- 湯山昭 - 作曲家、久我山
- 与謝野鉄幹・与謝野晶子 - 歌人、荻窪
- 米倉斉加年 - 俳優、高井戸
- 若杉鳥子 - 作家、阿佐ヶ谷
- 初代若乃花幹士 - 大相撲力士・二子山部屋師匠、成田西
- 若林正恭 - お笑い芸人（オードリー）[22]
- 渡辺和子 - 教育者、荻窪
- 渡辺錠太郎 - 陸軍大将、荻窪

## 杉並にあった華族の邸宅
- 有馬伯爵家 - 関根
- 安藤男爵家 - 荻窪
- 市橋子爵家 - 堀之内
- 岩村田内藤子爵家 - 阿佐谷
- 裏辻子爵家 - 西荻窪
- 大江氏北小路子爵家 - 馬橋
- 大関子爵家 - 上荻窪
- 風早子爵家 - 沓掛
- 北畠男爵家 - 神明
- 久我通保男爵家 - 松ノ木
- 小諸牧野子爵家 - 大宮
- 嵯峨侯爵家 - 大宮
- 七条子爵家 - 大宮
- 須坂奥田子爵家 - 下高井戸
- 福原男爵家 - 阿佐谷
- 伏見伯爵家 - 東田
- 丸亀京極子爵家 - 上荻
- 万里小路伯爵家 - 天沼
- 村松奥田子爵家 - 西高井戸

- 近衛家別邸(荻外荘) - 荻窪

## 舞台になった作品
- ファンキーハットの快男児 - 千葉真一主演による1961年の日本映画。高井戸駅でロケされている。
- ひとつ屋根の下 - オープニングで福山雅治が阿佐ヶ谷駅のホームに立ち南口のロータリーから撮られている。
- リング - エンディングの雪降る商店街は阿佐ケ谷すずらん通り商店街がロケ地になっている。
- ショムニ - 社員旅行先の旅館として荻窪の割烹旅館西郊が使用されている。
- 黄色い涙 - 映画のベースストリーは阿佐ケ谷を舞台としている。映画では嵐が主演したがロケは行われていない。
- アクセル・ワールド - 2046年の杉並の中学校を主な舞台としている。
- ハチミツとクローバー - 主人公たちが通う浜田山美術大学の所在地は杉並区とされている。
- マカロニほうれん荘 - 主人公たちが下宿している「菠薐荘」（ほうれん荘）の所在地は杉並区井草とされている。
- チンプイ - 主人公たちが住むかえでヶ丘は架空の街だが、アニメでは第19話『エリさま初レコーディング』で小包の荷札に住所が杉並区と表記されていて杉並区に住んでいる設定になっている。
- テツぼん - 主人公が高円寺に住んでいて、高円寺駅や駅前通りも登場している。
- それが声優! - アニメでは区内にある中央線の各駅が登場。2016年には町おこしイベント企画のひとつとして出演声優によるすぎ丸の車内アナウンスも行われた。
- 輪るピングドラム - 主人公たちの家が荻窪に存在する設定となっている。
- こいコイ! 〜球場ラヴァーズ〜 - 主人公たちの家や通う中学校が荻窪に存在する設定になっている。
- ぼくらのよあけ ‐ 2049年の東京の片隅にある団地を舞台に、ロボットと宇宙が大好きで、地球に接近する彗星に夢中になっていた少年が、宇宙から来たという未知の存在に出会い、彼らを宇宙へ帰す重大なミッションに挑む。 監督を務めるのは黒川智之。 声の出演は杉咲花、悠木碧ら。
- すばらしきわが人生 - Part4にて、杉並区の街並みや車通りなどが度々映る。主に中央線沿い
- 映画風が通り抜ける道（2024年） -阿佐ヶ谷パールセンターが度々映る　、沖縄県後援

## 大きな出来事
- 2.26事件（1936年） - 当区では上荻窪在住の渡辺錠太郎が襲撃された
- 荻窪会談（1940年）
- 原水爆禁止運動 - 1954年に発生した第五福竜丸の被爆事故を受けて、当区在住の主婦からの運動から始まった
- 善福寺川殺人事件（BOACスチュワーデス殺人事件）（1959年）
- 連続少年切り付け魔事件（1963年-1964年）
- 東京ゴミ戦争（1960年代 - 1970年代）- ゴミ問題の解決に消極的なことから、江東区からゴミの搬入を阻止された。
- 島田裕巳宅爆弾事件 （1995年）- 一連のオウム真理教事件のひとつ
- 杉並親子殺害事件 （2007年）
- ドクター・キリコ事件（1998年）
- 杏林大病院割りばし死事件（1999年）
- 光化学スモッグ - 1970年、当区にある東京立正女子高等学校において、日本で初めて大規模な被害が報告された。
- 杉並病（1990年代 - 2000年代）

## 観光キャラクター
- なみすけ - 杉並区公式キャラクター。グッズ 展開も行っている。
- 杉並戦隊イレンジャー - マイバッグ運動推進のために日夜活動する変身ヒーロー。広報ビデオや区のイベントでその姿が見られる。
- 環境派天使（エコロジーエンジェル） スギナ☆ミライ - マイバッグ運動推進、環境保護活動のために活躍する変身ヒロイン。イレンジャーの続編として作られた。
- 忍風戦隊イグサンジャー - 防犯活動を行う変身ヒーロー。